# Torneo Federal A 2016
El Torneo Federal A 2016, fue la tercera edición del certamen, perteneciente a la tercera categoría para los equipos de fútbol de los clubes indirectamente afiliados a la AFA.
Los equipos ascendidos desde el Torneo Federal B 2015 fueron Villa Mitre, que volvió tras su descenso en 2010-11, Güemes (SdE) y Defensores de Pronunciamiento, debutantes en la categoría; mientras que los que descendieron de la Primera B Nacional 2015 fueron Guaraní Antonio Franco y Sportivo Belgrano, que volvieron luego de haber ascendido en la temporada 2013-14, y Gimnasia y Esgrima (M) y Unión (MdP), que habían obtenido el ascenso en 2014. 
Por otra parte, 9 de Julio (Morteros) y el descendido Unión (Mar del Plata), que estaban habilitados para disputar el torneo, decidieron abandonar su plaza, aduciendo razones de índole económica.
Comenzó el 7 de febrero y finalizó el 26 de junio. Por ser un torneo de transición, en aras de adecuar nuevamente las competiciones del fútbol argentino al calendario europeo, con el fin de sincronizar los mercados de pases, tuvo un sistema de disputa particular, en el que se destacó que, en la fase de clasificación, los equipos se enfrentaron 3 veces entre sí.
El ganador, según capítulo II artículo 11 de Reglamento Federal A, San Martín, de la ciudad de San Miguel de Tucumán, ascendió a la Primera B Nacional.
Asimismo, se determinaron dos descensos al Torneo Federal B.

## Ascensos y descensos
- Equipos salientes

| Zona   | Descendidos del Federal A 2015 |
| ------ | ------------------------------ |
| Zona A | CAI                            |
| Zona A | Independiente (Ch)             |
| Zona A | Tiro Federal (R)               |
| Zona A | Alianza de Cutral Có           |
| Zona B | Vélez Sarsfield (SR)           |
| Zona B | Textil Mandiyú                 |
| Zona B | Américo Tesorieri (LR)         |
| Zona B | Andino                         |

| Renunciantes   |
| -------------- |
| 9 de Julio (M) |
| Unión (MdP)    |

| Posición   | Ascendidos del Federal A 2015 |
| ---------- | ----------------------------- |
| 1.º        | Talleres (C)                  |
| Fase final | Juventud Unida Universitario  |

- Equipos entrantes

| Posición        | Ascendidos del Federal B 2015 |
| --------------- | ----------------------------- |
| Primer ascenso  | Villa Mitre                   |
| Segundo ascenso | Defensores de Pronunciamiento |
| Tercer ascenso  | Güemes (SdE)                  |

| Promedio | Descendidos de la B Nacional 2015 |
| -------- | --------------------------------- |
| 19.º     | Gimnasia y Esgrima (M)            |
| 20.º     | Guaraní Antonio Franco            |
| 21.º     | Sportivo Belgrano                 |
| 22.º     | Unión (MdP)                       |

- De esta manera, el número de participantes disminuyó a 35.

## Sistema de disputa

### Etapa Clasificatoria
Se dividió a los 35 clubes, por cercanía geográfica, en siete zonas de cinco equipos cada una. Tras enfrentarse en tres ruedas por todos contra todos, los dos primeros de cada zona y los dos mejores terceros clasificaron a las fases siguientes.

### Etapa Eliminatoria
Los clasificados se ordenaron del 1 al 16, sobre la base de sus respectivas campañas de la Etapa Clasificatoria, según el puesto que ocuparon en su zona y disputaron los Octavos de final, enfrentándose los mejores con los peores de la tabla de ordenamiento. Los ganadores pasaron a los Cuartos de final y los ganadores de esa fase pasaban a las Semifinales, en las que se emparejaron sobre la base de la misma tabla. Los vencedores de las Semifinales disputaron la Final. El ganador obtuvo el ascenso a la Primera B Nacional.
Todas las etapas se jugaron a doble partido, y concluyeron en el estadio de los equipos mejor ubicados en la tabla de ordenamiento, los que, adicionalmente, en caso de no existir diferencia de gol al finalizar la disputa de cada fase, obtuvieron la clasificación.

### Tabla de descenso
Se confeccionó una tabla general de la Etapa Clasificatoria, con todos los equipos participantes. Aquellos que ocuparon las dos últimas posiciones descendieron al Torneo Federal B.

## Equipos participantes
| Zona                                               | Equipo                 | Ciudad              | Provincia                           | Estadio       | Capacidad                      | Liga de origen |
| -------------------------------------------------- | ---------------------- | ------------------- | ----------------------------------- | ------------- | ------------------------------ | -------------- |
| Zona A                                             |                        |                     |                                     |               |                                |                |
| Club Atlético Independiente                        | Neuquén                | Neuquén             | La Nueva Caldera                    | 3500          | Liga del Neuquén               |                |
| Club Cipolletti                                    | Cipolletti             | Río Negro           | La Visera de Cemento                | 12 000        | Liga Deportiva Confluencia     |                |
| Club Social y Deportivo General Roca               | General Roca           | Río Negro           | Luis Maiolino                       | 10 000        | Liga Deportiva Confluencia     |                |
| Club Social y Deportivo Madryn                     | Puerto Madryn          | Chubut              | Coliseo del Golfo                   | 6000          | Liga Valle del Chubut          |                |
| Club Villa Mitre                                   | Bahía Blanca           | Buenos Aires        | El Fortín                           | 6000          | Liga del Sur                   |                |
| Zona B                                             |                        |                     |                                     |               |                                |                |
| Club Atlético Gimnasia y Esgrima                   | Mendoza                | Mendoza             | Víctor Antonio Legrotaglie          | 11 500        | Liga Mendocina                 |                |
| Club Atlético Unión                                | Villa Krause           | San Juan            | San Juan del Bicentenario El Templo | 25 286 15 000 | Liga Sanjuanina                |                |
| Club Deportivo Maipú                               | Maipú                  | Mendoza             | Omar Higinio Sperdutti              | 8000          | Liga Mendocina                 |                |
| Club Sportivo Belgrano                             | San Francisco          | Córdoba             | Oscar Carlos Boero                  | 15 500        | Liga Cordobesa                 |                |
| Gutiérrez Sport Club                               | Gutiérrez              | Mendoza             | General Gutiérrez                   | 5000          | Liga Mendocina                 |                |
| Zona C                                             |                        |                     |                                     |               |                                |                |
| Club Atlético Alvarado                             | Mar del Plata          | Buenos Aires        | José María Minella                  | 35 354        | Liga Marplatense               |                |
| Club Atlético y Social Defensores de Belgrano      | Villa Ramallo          | Buenos Aires        | Salomón Boeseldín                   | 3000          | Liga Nicoleña                  |                |
| Club Ferro Carril Oeste                            | General Pico           | La Pampa            | El Coloso del Barrio Talleres       | 11 000        | Liga Pampeana                  |                |
| Club General Belgrano                              | Santa Rosa             | La Pampa            | Nuevo Rancho Grande                 | 12 000        | Liga Cultural                  |                |
| Club Tiro Federal                                  | Bahía Blanca           | Buenos Aires        | Onofre Pirrone                      | 3500          | Liga del Sur                   |                |
| Zona D                                             |                        |                     |                                     |               |                                |                |
| Asociación Cultural y Deportiva Altos Hornos Zapla | Palpalá                | Jujuy               | Emilio Fabrizzi                     | 20 704        | Liga Jujeña                    |                |
| Centro Juventud Antoniana                          | Salta                  | Salta               | Fray Honorato Pistoia               | 12 000        | Liga Salteña                   |                |
| Club Atlético San Lorenzo de Alem                  | Catamarca              | Catamarca           | Bicentenario Ciudad de Catamarca    | 30 000        | Liga Catamarqueña              |                |
| Club de Gimnasia y Tiro                            | Salta                  | Salta               | El Gigante del Norte                | 24 300        | Liga Salteña                   |                |
| Club Unión Aconquija                               | Aconquija              | Catamarca           | Municipal de Aconquija              | 3000          | Liga Andalgalense              |                |
| Zona E                                             |                        |                     |                                     |               |                                |                |
| Club Atlético Güemes                               | Santiago del Estero    | Santiago del Estero | Arturo Miranda                      | 2000          | Liga Santiagueña               |                |
| Club Atlético Mitre                                | Santiago del Estero    | Santiago del Estero | Dres. José y Antonio Castiglione    | 16 500        | Liga Santiagueña               |                |
| Club Atlético San Martín                           | San Miguel de Tucumán  | Tucumán             | La Ciudadela                        | 30 500        | Liga Tucumana                  |                |
| Club Social y Deportivo San Jorge                  | San Miguel de Tucumán  | Tucumán             | Senador Luis Cruz                   | 7000          | Liga Tucumana                  |                |
| Concepción Fútbol Club                             | Concepción             | Tucumán             | Stewart Shipton                     | 12 250        | Liga Tucumana                  |                |
| Zona F                                             |                        |                     |                                     |               |                                |                |
| Club Atlético Chaco For Ever                       | Resistencia            | Chaco               | Juan Alberto García                 | 20 000        | Liga Chaqueña                  |                |
| Club Atlético Sarmiento                            | Resistencia            | Chaco               | Centenario                          | 25 000        | Liga Chaqueña                  |                |
| Club Deportivo Guaraní Antonio Franco              | Posadas                | Misiones            | Clemente A. Fernández de Oliveira   | 12 000        | Liga Posadeña                  |                |
| Club Sol de América                                | Formosa                | Formosa             | Estadio sin nombre                  | 5000          | Liga Formoseña                 |                |
| Club Sportivo Patria                               | Formosa                | Formosa             | Antonio Romero                      | 23 000        | Liga Formoseña                 |                |
| Zona G                                             |                        |                     |                                     |               |                                |                |
| Club Atlético Unión                                | Sunchales              | Santa Fe            | De la Avenida                       | 5600          | Liga Rafaelina                 |                |
| Club Defensores de Pronunciamiento                 | Pronunciamiento        | Entre Ríos          | Delio Cardozo                       | 2000          | Liga Departamental de Colón    |                |
| Club Deportivo Libertad                            | Sunchales              | Santa Fe            | Dr. Plácido Tita                    | 5000          | Liga Rafaelina                 |                |
| Club Gimnasia y Esgrima                            | Concepción del Uruguay | Entre Ríos          | Manuel y Ramón Núñez                | 9000          | Liga de Concepción del Uruguay |                |
| Sportivo Atlético Club                             | Las Parejas            | Santa Fe            | 4 de Septiembre                     | 3000          | Liga Cañadense                 |                |

### Distribución geográfica
| Provincia                | Cant. | Equipos                                                                |
| ------------------------ | ----- | ---------------------------------------------------------------------- |
| Interior de Buenos Aires | 4     | Alvarado, Defensores de Belgrano (VR), Tiro Federal (BB) y Villa Mitre |
| Mendoza                  | 3     | Deportivo Maipú, Gimnasia y Esgrima y Gutiérrez SC                     |
| Santa Fe                 | 3     | Libertad (S), Sportivo Las Parejas y Unión (S)                         |
| Tucumán                  | 3     | Concepción FC, San Jorge y San Martín                                  |
| Catamarca                | 2     | San Lorenzo de Alem y Unión Aconquija                                  |
| Chaco                    | 2     | Chaco For Ever y Sarmiento (R)                                         |
| Entre Ríos               | 2     | Gimnasia y Esgrima (CdU) y Defensores de Pronunciamiento               |
| Formosa                  | 2     | Sol de América y Sportivo Patria                                       |
| La Pampa                 | 2     | Ferro Carril Oeste (GP) y General Belgrano (SR)                        |
| Río Negro                | 2     | Cipolletti y Deportivo Roca                                            |
| Salta                    | 2     | Gimnasia y Tiro y Juventud Antoniana                                   |
| Santiago del Estero      | 2     | Güemes y Mitre                                                         |
| Córdoba                  | 1     | Sportivo Belgrano                                                      |
| Chubut                   | 1     | Deportivo Madryn                                                       |
| Jujuy                    | 1     | Altos Hornos Zapla                                                     |
| Misiones                 | 1     | Guaraní Antonio Franco                                                 |
| Neuquén                  | 1     | Independiente                                                          |
| San Juan                 | 1     | Unión (VK)                                                             |
| Total                    | 35    |                                                                        |

## Etapa Clasificatoria

### Zona A

#### Tabla de posiciones
| Pos. | Equipo                  | Pts. | PJ | PG | PE | PP | GF | GC | Dif. |
| ---- | ----------------------- | ---- | -- | -- | -- | -- | -- | -- | ---- |
| 01.º | Deportivo Madryn        | 21   | 12 | 6  | 3  | 3  | 27 | 17 | 10   |
| 02.º | Independiente (Neuquén) | 20   | 12 | 6  | 2  | 4  | 17 | 17 | 0    |
| 03.º | Cipolletti              | 17   | 12 | 4  | 5  | 3  | 17 | 12 | 5    |
| 04.º | Villa Mitre             | 12   | 12 | 3  | 3  | 6  | 13 | 19 | −6   |
| 05.º | Deportivo Roca          | 12   | 12 | 3  | 3  | 6  | 11 | 20 | −9   |

|  | Clasificaron a la Etapa Eliminatoria |

#### Resultados
| Fecha 1           | Fecha 1   | Fecha 1          | Fecha 1          | Fecha 1      | Fecha 1 |
| Local             | Resultado | Visitante        | Estadio          | Fecha        | Hora    |
| ----------------- | --------- | ---------------- | ---------------- | ------------ | ------- |
| Independiente (N) | 3 - 2     | Deportivo Madryn | La Nueva Caldera | 7 de febrero | 17:00   |
| Villa Mitre       | 4 - 1     | Deportivo Roca   | El Fortín        | 7 de febrero | 21:00   |
| Libre: Cipolletti |           |                  |                  |              |         |

| Fecha 2            | Fecha 2   | Fecha 2           | Fecha 2           | Fecha 2       | Fecha 2 |
| Local              | Resultado | Visitante         | Estadio           | Fecha         | Hora    |
| ------------------ | --------- | ----------------- | ----------------- | ------------- | ------- |
| Deportivo Madryn   | 2 - 1     | Cipolletti        | Coliseo del Golfo | 14 de febrero | 17:00   |
| Deportivo Roca     | 1 - 0     | Independiente (N) | Luis Maiolino     | 14 de febrero | 18:00   |
| Libre: Villa Mitre |           |                   |                   |               |         |

| Fecha 3                 | Fecha 3   | Fecha 3        | Fecha 3              | Fecha 3       | Fecha 3 |
| Local                   | Resultado | Visitante      | Estadio              | Fecha         | Hora    |
| ----------------------- | --------- | -------------- | -------------------- | ------------- | ------- |
| Independiente (N)       | 2 - 0     | Villa Mitre    | La Nueva Caldera     | 21 de febrero | 17:00   |
| Cipolletti              | 1 - 1     | Deportivo Roca | La Visera de Cemento | 21 de febrero | 20:00   |
| Libre: Deportivo Madryn |           |                |                      |               |         |

| Fecha 4                        | Fecha 4   | Fecha 4          | Fecha 4       | Fecha 4       | Fecha 4 |
| Local                          | Resultado | Visitante        | Estadio       | Fecha         | Hora    |
| ------------------------------ | --------- | ---------------- | ------------- | ------------- | ------- |
| Deportivo Roca                 | 3 - 2     | Deportivo Madryn | Luis Maiolino | 28 de febrero | 18:00   |
| Villa Mitre                    | 0 - 0     | Cipolletti       | El Fortín     | 29 de febrero | 20:00   |
| Libre: Independiente (Neuquén) |           |                  |               |               |         |

| Fecha 5               | Fecha 5   | Fecha 5           | Fecha 5              | Fecha 5    | Fecha 5 |
| Local                 | Resultado | Visitante         | Estadio              | Fecha      | Hora    |
| --------------------- | --------- | ----------------- | -------------------- | ---------- | ------- |
| Deportivo Madryn      | 3 - 1     | Villa Mitre       | Coliseo del Golfo    | 5 de marzo | 17:00   |
| Cipolletti            | 3 - 0     | Independiente (N) | La Visera de Cemento | 7 de marzo | 21:15   |
| Libre: Deportivo Roca |           |                   |                      |            |         |

| Fecha 6           | Fecha 6   | Fecha 6           | Fecha 6           | Fecha 6     | Fecha 6 |
| Local             | Resultado | Visitante         | Estadio           | Fecha       | Hora    |
| ----------------- | --------- | ----------------- | ----------------- | ----------- | ------- |
| Deportivo Roca    | 3 - 1     | Villa Mitre       | Luis Maiolino     | 13 de marzo | 18:00   |
| Deportivo Madryn  | 3 - 1     | Independiente (N) | Coliseo del Golfo | 14 de marzo | 17:00   |
| Libre: Cipolletti |           |                   |                   |             |         |

| Fecha 7            | Fecha 7   | Fecha 7          | Fecha 7              | Fecha 7     | Fecha 7 |
| Local              | Resultado | Visitante        | Estadio              | Fecha       | Hora    |
| ------------------ | --------- | ---------------- | -------------------- | ----------- | ------- |
| Independiente (N)  | 1 - 0     | Deportivo Roca   | La Nueva Caldera     | 20 de marzo | 17:00   |
| Cipolletti         | 1 - 1     | Deportivo Madryn | La Visera de Cemento | 20 de marzo | 19:00   |
| Libre: Villa Mitre |           |                  |                      |             |         |

| Fecha 8                 | Fecha 8   | Fecha 8           | Fecha 8       | Fecha 8     | Fecha 8 |
| Local                   | Resultado | Visitante         | Estadio       | Fecha       | Hora    |
| ----------------------- | --------- | ----------------- | ------------- | ----------- | ------- |
| Villa Mitre             | 1 - 3     | Independiente (N) | El Fortín     | 27 de marzo | 16:30   |
| Deportivo Roca          | 0 - 0     | Cipolletti        | Luis Maiolino | 27 de marzo | 17:00   |
| Libre: Deportivo Madryn |           |                   |               |             |         |

| Fecha 9                        | Fecha 9   | Fecha 9        | Fecha 9              | Fecha 9    | Fecha 9 |
| Local                          | Resultado | Visitante      | Estadio              | Fecha      | Hora    |
| ------------------------------ | --------- | -------------- | -------------------- | ---------- | ------- |
| Deportivo Madryn               | 4 - 0     | Deportivo Roca | Coliseo del Golfo    | 3 de abril | 16:00   |
| Cipolletti                     | 1 - 0     | Villa Mitre    | La Visera de Cemento | 3 de abril | 17:00   |
| Libre: Independiente (Neuquén) |           |                |                      |            |         |

| Fecha 10              | Fecha 10  | Fecha 10         | Fecha 10         | Fecha 10   | Fecha 10 |
| Local                 | Resultado | Visitante        | Estadio          | Fecha      | Hora     |
| --------------------- | --------- | ---------------- | ---------------- | ---------- | -------- |
| Villa Mitre           | 1 - 3     | Deportivo Madryn | El Fortín        | 9 de abril | 16:00    |
| Independiente (N)     | 2 - 2     | Cipolletti       | La Nueva Caldera | 9 de abril | 16:00    |
| Libre: Deportivo Roca |           |                  |                  |            |          |

| Fecha 11          | Fecha 11  | Fecha 11         | Fecha 11         | Fecha 11    | Fecha 11 |
| Local             | Resultado | Visitante        | Estadio          | Fecha       | Hora     |
| ----------------- | --------- | ---------------- | ---------------- | ----------- | -------- |
| Independiente (N) | 3 - 2     | Deportivo Madryn | La Nueva Caldera | 13 de abril | 16:00    |
| Villa Mitre       | 2 - 1     | Deportivo Roca   | El Fortín        | 13 de abril | 20:00    |
| Libre: Cipolletti |           |                  |                  |             |          |

| Fecha 12           | Fecha 12  | Fecha 12          | Fecha 12          | Fecha 12    | Fecha 12 |
| Local              | Resultado | Visitante         | Estadio           | Fecha       | Hora     |
| ------------------ | --------- | ----------------- | ----------------- | ----------- | -------- |
| Deportivo Madryn   | 3 - 1     | Cipolletti        | Coliseo del Golfo | 17 de abril | 16:00    |
| Deportivo Roca     | 0 - 1     | Independiente (N) | Luis Maiolino     | 17 de abril | 16:30    |
| Libre: Villa Mitre |           |                   |                   |             |          |

| Fecha 13                | Fecha 13  | Fecha 13       | Fecha 13             | Fecha 13    | Fecha 13 |
| Local                   | Resultado | Visitante      | Estadio              | Fecha       | Hora     |
| ----------------------- | --------- | -------------- | -------------------- | ----------- | -------- |
| Independiente (N)       | 0 - 0     | Villa Mitre    | La Nueva Caldera     | 24 de abril | 14:00    |
| Cipolletti              | 3 - 0     | Deportivo Roca | La Visera de Cemento | 24 de abril | 19:00    |
| Libre: Deportivo Madryn |           |                |                      |             |          |

| Fecha 14                       | Fecha 14  | Fecha 14         | Fecha 14      | Fecha 14    | Fecha 14 |
| Local                          | Resultado | Visitante        | Estadio       | Fecha       | Hora     |
| ------------------------------ | --------- | ---------------- | ------------- | ----------- | -------- |
| Deportivo Roca                 | 1 - 1     | Deportivo Madryn | Luis Maiolino | 30 de abril | 15:00    |
| Villa Mitre                    | 2 - 1     | Cipolletti       | El Fortín     | 30 de abril | 15:35    |
| Libre: Independiente (Neuquén) |           |                  |               |             |          |

| Fecha 15              | Fecha 15  | Fecha 15          | Fecha 15             | Fecha 15  | Fecha 15 |
| Local                 | Resultado | Visitante         | Estadio              | Fecha     | Hora     |
| --------------------- | --------- | ----------------- | -------------------- | --------- | -------- |
| Deportivo Madryn      | 1 - 1     | Villa Mitre       | Coliseo del Golfo    | 8 de mayo | 11:00    |
| Cipolletti            | 3 - 1     | Independiente (N) | La Visera de Cemento | 8 de mayo | 15:30    |
| Libre: Deportivo Roca |           |                   |                      |           |          |

### Zona B

#### Tabla de posiciones
| Pos. | Equipo                       | Pts. | PJ | PG | PE | PP | GF | GC | Dif. |
| ---- | ---------------------------- | ---- | -- | -- | -- | -- | -- | -- | ---- |
| 01.º | Unión (Villa Krause)         | 21   | 12 | 5  | 6  | 1  | 11 | 8  | 3    |
| 02.º | Sportivo Belgrano            | 18   | 12 | 5  | 3  | 4  | 13 | 11 | 2    |
| 03.º | Gutiérrez SC                 | 15   | 12 | 3  | 6  | 3  | 11 | 12 | −1   |
| 04.º | Gimnasia y Esgrima (Mendoza) | 14   | 12 | 3  | 5  | 4  | 11 | 11 | 0    |
| 05.º | Deportivo Maipú              | 9    | 12 | 1  | 6  | 5  | 11 | 15 | −4   |

|  | Clasificaron a la Etapa Eliminatoria |

#### Resultados
| Fecha 1                  | Fecha 1   | Fecha 1         | Fecha 1                    | Fecha 1      | Fecha 1 |
| Local                    | Resultado | Visitante       | Estadio                    | Fecha        | Hora    |
| ------------------------ | --------- | --------------- | -------------------------- | ------------ | ------- |
| Gimnasia y Esgrima (M)   | 2 - 1     | Gutiérrez SC    | Víctor Antonio Legrotaglie | 7 de febrero | 17:30   |
| Unión (VK)               | 1 - 4     | Deportivo Maipú | San Juan del Bicentenario  | 7 de febrero | 18:00   |
| Libre: Sportivo Belgrano |           |                 |                            |              |         |

| Fecha 2                     | Fecha 2   | Fecha 2                | Fecha 2                | Fecha 2       | Fecha 2 |
| Local                       | Resultado | Visitante              | Estadio                | Fecha         | Hora    |
| --------------------------- | --------- | ---------------------- | ---------------------- | ------------- | ------- |
| Deportivo Maipú             | 2 - 2     | Gimnasia y Esgrima (M) | Omar Higinio Sperdutti | 14 de febrero | 18:00   |
| Gutiérrez SC                | 1 - 0     | Sportivo Belgrano      | General Gutiérrez      | 15 de febrero | 17:30   |
| Libre: Unión (Villa Krause) |           |                        |                        |               |         |

| Fecha 3                | Fecha 3   | Fecha 3         | Fecha 3                    | Fecha 3       | Fecha 3 |
| Local                  | Resultado | Visitante       | Estadio                    | Fecha         | Hora    |
| ---------------------- | --------- | --------------- | -------------------------- | ------------- | ------- |
| Gimnasia y Esgrima (M) | 1 - 1     | Unión (VK)      | Víctor Antonio Legrotaglie | 20 de febrero | 20:00   |
| Sportivo Belgrano      | 2 - 0     | Deportivo Maipú | Oscar C. Boero             | 21 de febrero | 19:30   |
| Libre: Gutiérrez SC    |           |                 |                            |               |         |

| Fecha 4                             | Fecha 4   | Fecha 4           | Fecha 4                   | Fecha 4       | Fecha 4 |
| Local                               | Resultado | Visitante         | Estadio                   | Fecha         | Hora    |
| ----------------------------------- | --------- | ----------------- | ------------------------- | ------------- | ------- |
| Deportivo Maipú                     | 1 - 1     | Gutiérrez SC      | Omar Higinio Sperdutti    | 28 de febrero | 18:00   |
| Unión (VK)                          | 2 - 1     | Sportivo Belgrano | San Juan del Bicentenario | 29 de febrero | 21:30   |
| Libre: Gimnasia y Esgrima (Mendoza) |           |                   |                           |               |         |

| Fecha 5                | Fecha 5   | Fecha 5                | Fecha 5           | Fecha 5    | Fecha 5 |
| Local                  | Resultado | Visitante              | Estadio           | Fecha      | Hora    |
| ---------------------- | --------- | ---------------------- | ----------------- | ---------- | ------- |
| Sportivo Belgrano      | 1 - 0     | Gimnasia y Esgrima (M) | Oscar C. Boero    | 6 de marzo | 20:00   |
| Gutiérrez SC           | 0 - 0     | Unión (VK)             | General Gutiérrez | 9 de marzo | 17:30   |
| Libre: Deportivo Maipú |           |                        |                   |            |         |

| Fecha 6                  | Fecha 6   | Fecha 6                | Fecha 6                | Fecha 6     | Fecha 6 |
| Local                    | Resultado | Visitante              | Estadio                | Fecha       | Hora    |
| ------------------------ | --------- | ---------------------- | ---------------------- | ----------- | ------- |
| Gutiérrez SC             | 1 - 0     | Gimnasia y Esgrima (M) | General Gutiérrez      | 13 de marzo | 17:30   |
| Deportivo Maipú          | 0 - 1     | Unión (VK)             | Omar Higinio Sperdutti | 14 de marzo | 21:15   |
| Libre: Sportivo Belgrano |           |                        |                        |             |         |

| Fecha 7                     | Fecha 7   | Fecha 7         | Fecha 7                    | Fecha 7     | Fecha 7 |
| Local                       | Resultado | Visitante       | Estadio                    | Fecha       | Hora    |
| --------------------------- | --------- | --------------- | -------------------------- | ----------- | ------- |
| Gimnasia y Esgrima (M)      | 1 - 1     | Deportivo Maipú | Víctor Antonio Legrotaglie | 20 de marzo | 17:00   |
| Sportivo Belgrano           | 3 - 1     | Gutiérrez SC    | Oscar C. Boero             | 20 de marzo | 19:00   |
| Libre: Unión (Villa Krause) |           |                 |                            |             |         |

| Fecha 8             | Fecha 8   | Fecha 8                | Fecha 8                   | Fecha 8     | Fecha 8 |
| Local               | Resultado | Visitante              | Estadio                   | Fecha       | Hora    |
| ------------------- | --------- | ---------------------- | ------------------------- | ----------- | ------- |
| Deportivo Maipú     | 0 - 2     | Sportivo Belgrano      | Omar Higinio Sperdutti    | 27 de marzo | 17:00   |
| Unión (VK)          | 0 - 0     | Gimnasia y Esgrima (M) | San Juan del Bicentenario | 28 de marzo | 22:00   |
| Libre: Gutiérrez SC |           |                        |                           |             |         |

| Fecha 9                             | Fecha 9   | Fecha 9         | Fecha 9           | Fecha 9    | Fecha 9 |
| Local                               | Resultado | Visitante       | Estadio           | Fecha      | Hora    |
| ----------------------------------- | --------- | --------------- | ----------------- | ---------- | ------- |
| Gutiérrez SC                        | 1 - 0     | Deportivo Maipú | General Gutiérrez | 3 de abril | 17:00   |
| Sportivo Belgrano                   | 0 - 0     | Unión (VK)      | Oscar C. Boero    | 3 de abril | 18:00   |
| Libre: Gimnasia y Esgrima (Mendoza) |           |                 |                   |            |         |

| Fecha 10               | Fecha 10  | Fecha 10          | Fecha 10                   | Fecha 10   | Fecha 10 |
| Local                  | Resultado | Visitante         | Estadio                    | Fecha      | Hora     |
| ---------------------- | --------- | ----------------- | -------------------------- | ---------- | -------- |
| Gimnasia y Esgrima (M) | 3 - 0     | Sportivo Belgrano | Víctor Antonio Legrotaglie | 9 de abril | 17:00    |
| Unión (VK)             | 0 - 0     | Gutiérrez SC      | San Juan del Bicentenario  | 9 de abril | 20:30    |
| Libre: Deportivo Maipú |           |                   |                            |            |          |

| Fecha 11                 | Fecha 11  | Fecha 11        | Fecha 11                   | Fecha 11    | Fecha 11 |
| Local                    | Resultado | Visitante       | Estadio                    | Fecha       | Hora     |
| ------------------------ | --------- | --------------- | -------------------------- | ----------- | -------- |
| Gimnasia y Esgrima (M)   | 2 - 1     | Gutiérrez SC    | Víctor Antonio Legrotaglie | 13 de abril | 14:00    |
| Unión (VK)               | 1 - 0     | Deportivo Maipú | San Juan del Bicentenario  | 13 de abril | 21:30    |
| Libre: Sportivo Belgrano |           |                 |                            |             |          |

| Fecha 12                    | Fecha 12  | Fecha 12               | Fecha 12               | Fecha 12    | Fecha 12 |
| Local                       | Resultado | Visitante              | Estadio                | Fecha       | Hora     |
| --------------------------- | --------- | ---------------------- | ---------------------- | ----------- | -------- |
| Deportivo Maipú             | 0 - 0     | Gimnasia y Esgrima (M) | Omar Higinio Sperdutti | 17 de abril | 16:30    |
| Gutiérrez SC                | 1 - 1     | Sportivo Belgrano      | General Gutiérrez      | 18 de abril | 16:00    |
| Libre: Unión (Villa Krause) |           |                        |                        |             |          |

| Fecha 13               | Fecha 13  | Fecha 13        | Fecha 13                   | Fecha 13    | Fecha 13 |
| Local                  | Resultado | Visitante       | Estadio                    | Fecha       | Hora     |
| ---------------------- | --------- | --------------- | -------------------------- | ----------- | -------- |
| Gimnasia y Esgrima (M) | 0 - 2     | Unión (VK)      | Víctor Antonio Legrotaglie | 24 de abril | 16:30    |
| Sportivo Belgrano      | 2 - 2     | Deportivo Maipú | Oscar C. Boero             | 25 de abril | 20:30    |
| Libre: Gutiérrez SC    |           |                 |                            |             |          |

| Fecha 14                            | Fecha 14  | Fecha 14          | Fecha 14               | Fecha 14  | Fecha 14 |
| Local                               | Resultado | Visitante         | Estadio                | Fecha     | Hora     |
| ----------------------------------- | --------- | ----------------- | ---------------------- | --------- | -------- |
| Deportivo Maipú                     | 1 - 1     | Gutiérrez SC      | Omar Higinio Sperdutti | 2 de mayo | 16:10    |
| Unión (VK)                          | 1 - 0     | Sportivo Belgrano | El Templo              | 2 de mayo | 21:30    |
| Libre: Gimnasia y Esgrima (Mendoza) |           |                   |                        |           |          |

| Fecha 15               | Fecha 15  | Fecha 15               | Fecha 15          | Fecha 15  | Fecha 15 |
| Local                  | Resultado | Visitante              | Estadio           | Fecha     | Hora     |
| ---------------------- | --------- | ---------------------- | ----------------- | --------- | -------- |
| Gutiérrez SC           | 2 - 2     | Unión (VK)             | General Gutiérrez | 8 de mayo | 15:30    |
| Sportivo Belgrano      | 1 - 0     | Gimnasia y Esgrima (M) | Oscar C. Boero    | 8 de mayo | 15:30    |
| Libre: Deportivo Maipú |           |                        |                   |           |          |

| 1. |

### Zona C

#### Tabla de posiciones
| Pos. | Equipo                                 | Pts. | PJ | PG | PE | PP | GF | GC | Dif. |
| ---- | -------------------------------------- | ---- | -- | -- | -- | -- | -- | -- | ---- |
| 01.º | Defensores de Belgrano (Villa Ramallo) | 21   | 12 | 5  | 6  | 1  | 18 | 7  | 11   |
| 02.º | Alvarado                               | 21   | 12 | 6  | 3  | 3  | 15 | 10 | 5    |
| 03.º | Ferro Carril Oeste (General Pico)      | 20   | 12 | 5  | 5  | 2  | 15 | 10 | 5    |
| 04.º | General Belgrano (Santa Rosa)          | 14   | 12 | 4  | 2  | 6  | 13 | 20 | −7   |
| 05.º | Tiro Federal (Bahía Blanca)            | 5    | 12 | 1  | 2  | 9  | 8  | 22 | −14  |

|  | Clasificaron a la Etapa Eliminatoria |

#### Resultados
| Fecha 1                                       | Fecha 1   | Fecha 1               | Fecha 1                    | Fecha 1      | Fecha 1 |
| Local                                         | Resultado | Visitante             | Estadio                    | Fecha        | Hora    |
| --------------------------------------------- | --------- | --------------------- | -------------------------- | ------------ | ------- |
| Alvarado                                      | 2 - 0     | General Belgrano (SR) | José María Minella         | 7 de febrero | 20:00   |
| Ferro Carril Oeste (GP)                       | 3 - 0     | Tiro Federal (BB)     | El Coloso del Bo. Talleres | 7 de febrero | 20:30   |
| Libre: Defensores de Belgrano (Villa Ramallo) |           |                       |                            |              |         |

| Fecha 2               | Fecha 2   | Fecha 2                     | Fecha 2             | Fecha 2       | Fecha 2 |
| Local                 | Resultado | Visitante                   | Estadio             | Fecha         | Hora    |
| --------------------- | --------- | --------------------------- | ------------------- | ------------- | ------- |
| General Belgrano (SR) | 2 - 0     | Ferro Carril Oeste (GP)     | Nuevo Rancho Grande | 13 de febrero | 21:00   |
| Tiro Federal (BB)     | 1 - 1     | Defensores de Belgrano (VR) | Onofre Pirrone      | 14 de febrero | 17:30   |
| Libre: Alvarado       |           |                             |                     |               |         |

| Fecha 3                            | Fecha 3   | Fecha 3               | Fecha 3                    | Fecha 3       | Fecha 3 |
| Local                              | Resultado | Visitante             | Estadio                    | Fecha         | Hora    |
| ---------------------------------- | --------- | --------------------- | -------------------------- | ------------- | ------- |
| Ferro Carril Oeste (GP)            | 1 - 1     | Alvarado              | El Coloso del Bo. Talleres | 19 de febrero | 21:00   |
| Defensores de Belgrano (VR)        | 4 - 0     | General Belgrano (SR) | Salomón Boeseldín          | 22 de febrero | 21:00   |
| Libre: Tiro Federal (Bahía Blanca) |           |                       |                            |               |         |

| Fecha 4                                  | Fecha 4   | Fecha 4                     | Fecha 4             | Fecha 4       | Fecha 4 |
| Local                                    | Resultado | Visitante                   | Estadio             | Fecha         | Hora    |
| ---------------------------------------- | --------- | --------------------------- | ------------------- | ------------- | ------- |
| General Belgrano (SR)                    | 1 - 0     | Tiro Federal (BB)           | Nuevo Rancho Grande | 28 de febrero | 19:30   |
| Alvarado                                 | 0 - 2     | Defensores de Belgrano (VR) | José María Minella  | 29 de febrero | 20:00   |
| Libre: Ferro Carril Oeste (General Pico) |           |                             |                     |               |         |

| Fecha 5                              | Fecha 5   | Fecha 5                 | Fecha 5           | Fecha 5    | Fecha 5 |
| Local                                | Resultado | Visitante               | Estadio           | Fecha      | Hora    |
| ------------------------------------ | --------- | ----------------------- | ----------------- | ---------- | ------- |
| Tiro Federal (BB)                    | 0 - 0     | Alvarado                | Onofre Pirrone    | 5 de marzo | 17:00   |
| Defensores de Belgrano (VR)          | 1 - 1     | Ferro Carril Oeste (GP) | Salomón Boeseldín | 6 de marzo | 20:00   |
| Libre: General Belgrano (Santa Rosa) |           |                         |                   |            |         |

| Fecha 6                                       | Fecha 6   | Fecha 6                 | Fecha 6             | Fecha 6     | Fecha 6 |
| Local                                         | Resultado | Visitante               | Estadio             | Fecha       | Hora    |
| --------------------------------------------- | --------- | ----------------------- | ------------------- | ----------- | ------- |
| Tiro Federal (BB)                             | 0 - 2     | Ferro Carril Oeste (GP) | Onofre Pirrone      | 13 de marzo | 17:00   |
| General Belgrano (SR)                         | 2 - 1     | Alvarado                | Nuevo Rancho Grande | 13 de marzo | 18:00   |
| Libre: Defensores de Belgrano (Villa Ramallo) |           |                         |                     |             |         |

| Fecha 7                     | Fecha 7   | Fecha 7               | Fecha 7                    | Fecha 7     | Fecha 7 |
| Local                       | Resultado | Visitante             | Estadio                    | Fecha       | Hora    |
| --------------------------- | --------- | --------------------- | -------------------------- | ----------- | ------- |
| Ferro Carril Oeste (GP)     | 2 - 1     | General Belgrano (SR) | El Coloso del Bo. Talleres | 19 de marzo | 20:30   |
| Defensores de Belgrano (VR) | 3 - 0     | Tiro Federal (BB)     | Salomón Boeseldín          | 20 de marzo | 17:00   |
| Libre: Alvarado             |           |                       |                            |             |         |

| Fecha 8                            | Fecha 8   | Fecha 8                     | Fecha 8             | Fecha 8     | Fecha 8 |
| Local                              | Resultado | Visitante                   | Estadio             | Fecha       | Hora    |
| ---------------------------------- | --------- | --------------------------- | ------------------- | ----------- | ------- |
| Alvarado                           | 1 - 2     | Ferro Carril Oeste (GP)     | José María Minella  | 27 de marzo | 16:00   |
| General Belgrano (SR)              | 1 - 1     | Defensores de Belgrano (VR) | Nuevo Rancho Grande | 28 de marzo | 20:30   |
| Libre: Tiro Federal (Bahía Blanca) |           |                             |                     |             |         |

| Fecha 9                                  | Fecha 9   | Fecha 9               | Fecha 9           | Fecha 9    | Fecha 9 |
| Local                                    | Resultado | Visitante             | Estadio           | Fecha      | Hora    |
| ---------------------------------------- | --------- | --------------------- | ----------------- | ---------- | ------- |
| Tiro Federal (BB)                        | 3 - 4     | General Belgrano (SR) | Onofre Pirrone    | 3 de abril | 16:00   |
| Defensores de Belgrano (VR)              | 0 - 2     | Alvarado              | Salomón Boeseldín | 3 de abril | 17:00   |
| Libre: Ferro Carril Oeste (General Pico) |           |                       |                   |            |         |

| Fecha 10                             | Fecha 10  | Fecha 10                    | Fecha 10                   | Fecha 10   | Fecha 10 |
| Local                                | Resultado | Visitante                   | Estadio                    | Fecha      | Hora     |
| ------------------------------------ | --------- | --------------------------- | -------------------------- | ---------- | -------- |
| Alvarado                             | 2 - 1     | Tiro Federal (BB)           | José María Minella         | 9 de abril | 20:00    |
| Ferro Carril Oeste (GP)              | 0 - 0     | Defensores de Belgrano (VR) | El Coloso del Bo. Talleres | 9 de abril | 20:00    |
| Libre: General Belgrano (Santa Rosa) |           |                             |                            |            |          |

| Fecha 11                                      | Fecha 11  | Fecha 11              | Fecha 11                   | Fecha 11    | Fecha 11 |
| Local                                         | Resultado | Visitante             | Estadio                    | Fecha       | Hora     |
| --------------------------------------------- | --------- | --------------------- | -------------------------- | ----------- | -------- |
| Ferro Carril Oeste (GP)                       | 1 - 0     | Tiro Federal (BB)     | El Coloso del Bo. Talleres | 13 de abril | 20:30    |
| Alvarado                                      | 2 - 0     | General Belgrano (SR) | José María Minella         | 14 de abril | 20:00    |
| Libre: Defensores de Belgrano (Villa Ramallo) |           |                       |                            |             |          |

| Fecha 12              | Fecha 12  | Fecha 12                    | Fecha 12            | Fecha 12    | Fecha 12 |
| Local                 | Resultado | Visitante                   | Estadio             | Fecha       | Hora     |
| --------------------- | --------- | --------------------------- | ------------------- | ----------- | -------- |
| Tiro Federal (BB)     | 1 - 4     | Defensores de Belgrano (VR) | Onofre Pirrone      | 18 de abril | 15:30    |
| General Belgrano (SR) | 1 - 1     | Ferro Carril Oeste (GP)     | Nuevo Rancho Grande | 18 de abril | 20:00    |
| Libre: Alvarado       |           |                             |                     |             |          |

| Fecha 13                           | Fecha 13  | Fecha 13              | Fecha 13                   | Fecha 13    | Fecha 13 |
| Local                              | Resultado | Visitante             | Estadio                    | Fecha       | Hora     |
| ---------------------------------- | --------- | --------------------- | -------------------------- | ----------- | -------- |
| Defensores de Belgrano (VR)        | 2 - 1     | General Belgrano (SR) | Salomón Boeseldín          | 24 de abril | 19:00    |
| Ferro Carril Oeste (GP)            | 2 - 3     | Alvarado              | El Coloso del Bo. Talleres | 24 de abril | 19:00    |
| Libre: Tiro Federal (Bahía Blanca) |           |                       |                            |             |          |

| Fecha 14                                 | Fecha 14  | Fecha 14                    | Fecha 14            | Fecha 14    | Fecha 14 |
| Local                                    | Resultado | Visitante                   | Estadio             | Fecha       | Hora     |
| ---------------------------------------- | --------- | --------------------------- | ------------------- | ----------- | -------- |
| General Belgrano (SR)                    | 0 - 2     | Tiro Federal (BB)           | Nuevo Rancho Grande | 30 de abril | 20:30    |
| Alvarado                                 | 0 - 0     | Defensores de Belgrano (VR) | José María Minella  | 2 de mayo   | 20:00    |
| Libre: Ferro Carril Oeste (General Pico) |           |                             |                     |             |          |

| Fecha 15                             | Fecha 15  | Fecha 15                | Fecha 15          | Fecha 15  | Fecha 15 |
| Local                                | Resultado | Visitante               | Estadio           | Fecha     | Hora     |
| ------------------------------------ | --------- | ----------------------- | ----------------- | --------- | -------- |
| Defensores de Belgrano (VR)          | 0 - 0     | Ferro Carril Oeste (GP) | Salomón Boeseldín | 8 de mayo | 15:30    |
| Tiro Federal (BB)                    | 0 - 1     | Alvarado                | Onofre Pirrone    | 8 de mayo | 15:30    |
| Libre: General Belgrano (Santa Rosa) |           |                         |                   |           |          |

### Zona D

#### Tabla de posiciones
| Pos. | Equipo                  | Pts. | PJ | PG | PE | PP | GF | GC | Dif. |
| ---- | ----------------------- | ---- | -- | -- | -- | -- | -- | -- | ---- |
| 01.º | Unión Aconquija         | 26   | 12 | 8  | 2  | 2  | 21 | 9  | 12   |
| 02.º | Juventud Antoniana      | 18   | 12 | 5  | 3  | 4  | 20 | 13 | 7    |
| 03.º | Gimnasia y Tiro (Salta) | 18   | 12 | 5  | 3  | 4  | 14 | 13 | 1    |
| 04.º | San Lorenzo de Alem     | 12   | 12 | 3  | 3  | 6  | 13 | 21 | −8   |
| 05.º | Altos Hornos Zapla      | 10   | 12 | 3  | 1  | 8  | 12 | 24 | −12  |

|  | Clasificaron a la Etapa Eliminatoria |

#### Resultados
| Fecha 1                | Fecha 1   | Fecha 1            | Fecha 1              | Fecha 1      | Fecha 1 |
| Local                  | Resultado | Visitante          | Estadio              | Fecha        | Hora    |
| ---------------------- | --------- | ------------------ | -------------------- | ------------ | ------- |
| Gimnasia y Tiro (S)    | 3 - 1     | Juventud Antoniana | El Gigante del Norte | 7 de febrero | 18:00   |
| San Lorenzo de Alem    | 1 - 2     | Altos Hornos Zapla | Emilio Fabrizzi      | 7 de febrero | 19:00   |
| Libre: Unión Aconquija |           |                    |                      |              |         |

| Fecha 2                    | Fecha 2   | Fecha 2             | Fecha 2               | Fecha 2       | Fecha 2 |
| Local                      | Resultado | Visitante           | Estadio               | Fecha         | Hora    |
| -------------------------- | --------- | ------------------- | --------------------- | ------------- | ------- |
| Altos Hornos Zapla         | 2 - 1     | Gimnasia y Tiro (S) | Emilio Fabrizzi       | 14 de febrero | 17:00   |
| Juventud Antoniana         | 1 - 1     | Unión Aconquija     | Fray Honorato Pistoia | 14 de febrero | 18:00   |
| Libre: San Lorenzo de Alem |           |                     |                       |               |         |

| Fecha 3                   | Fecha 3   | Fecha 3             | Fecha 3                | Fecha 3       | Fecha 3 |
| Local                     | Resultado | Visitante           | Estadio                | Fecha         | Hora    |
| ------------------------- | --------- | ------------------- | ---------------------- | ------------- | ------- |
| Unión Aconquija           | 2 - 1     | Altos Hornos Zapla  | Municipal de Aconquija | 21 de febrero | 17:30   |
| Gimnasia y Tiro (S)       | 2 - 0     | San Lorenzo de Alem | El Gigante del Norte   | 21 de febrero | 17:30   |
| Libre: Juventud Antoniana |           |                     |                        |               |         |

| Fecha 4                        | Fecha 4   | Fecha 4            | Fecha 4                      | Fecha 4       | Fecha 4 |
| Local                          | Resultado | Visitante          | Estadio                      | Fecha         | Hora    |
| ------------------------------ | --------- | ------------------ | ---------------------------- | ------------- | ------- |
| San Lorenzo de Alem            | 1 - 3     | Unión Aconquija    | Bicentenario C. de Catamarca | 27 de febrero | 19:45   |
| Altos Hornos Zapla             | 1 - 2     | Juventud Antoniana | Emilio Fabrizzi              | 28 de febrero | 17:00   |
| Libre: Gimnasia y Tiro (Salta) |           |                    |                              |               |         |

| Fecha 5                   | Fecha 5   | Fecha 5             | Fecha 5                | Fecha 5    | Fecha 5 |
| Local                     | Resultado | Visitante           | Estadio                | Fecha      | Hora    |
| ------------------------- | --------- | ------------------- | ---------------------- | ---------- | ------- |
| Unión Aconquija           | 3 - 0     | Gimnasia y Tiro (S) | Municipal de Aconquija | 5 de marzo | 17:30   |
| Juventud Antoniana        | 2 - 2     | San Lorenzo de Alem | Fray Honorato Pistoia  | 6 de marzo | 20:30   |
| Libre: Altos Hornos Zapla |           |                     |                        |            |         |

| Fecha 6                | Fecha 6   | Fecha 6             | Fecha 6               | Fecha 6     | Fecha 6 |
| Local                  | Resultado | Visitante           | Estadio               | Fecha       | Hora    |
| ---------------------- | --------- | ------------------- | --------------------- | ----------- | ------- |
| Altos Hornos Zapla     | 1 - 1     | San Lorenzo de Alem | Emilio Fabrizzi       | 13 de marzo | 17:00   |
| Juventud Antoniana     | 4 - 0     | Gimnasia y Tiro (S) | Fray Honorato Pistoia | 13 de marzo | 17:30   |
| Libre: Unión Aconquija |           |                     |                       |             |         |

| Fecha 7                    | Fecha 7   | Fecha 7            | Fecha 7                | Fecha 7     | Fecha 7 |
| Local                      | Resultado | Visitante          | Estadio                | Fecha       | Hora    |
| -------------------------- | --------- | ------------------ | ---------------------- | ----------- | ------- |
| Gimnasia y Tiro (S)        | 2 - 0     | Altos Hornos Zapla | El Gigante del Norte   | 20 de marzo | 17:00   |
| Unión Aconquija            | 0 - 1     | Juventud Antoniana | Municipal de Aconquija | 20 de marzo | 17:00   |
| Libre: San Lorenzo de Alem |           |                    |                        |             |         |

| Fecha 8                   | Fecha 8   | Fecha 8             | Fecha 8                      | Fecha 8     | Fecha 8 |
| Local                     | Resultado | Visitante           | Estadio                      | Fecha       | Hora    |
| ------------------------- | --------- | ------------------- | ---------------------------- | ----------- | ------- |
| Altos Hornos Zapla        | 0 - 2     | Unión Aconquija     | Emilio Fabrizzi              | 27 de marzo | 16:30   |
| San Lorenzo de Alem       | 2 - 0     | Gimnasia y Tiro (S) | Bicentenario C. de Catamarca | 27 de marzo | 17:00   |
| Libre: Juventud Antoniana |           |                     |                              |             |         |

| Fecha 9                        | Fecha 9   | Fecha 9             | Fecha 9                | Fecha 9    | Fecha 9 |
| Local                          | Resultado | Visitante           | Estadio                | Fecha      | Hora    |
| ------------------------------ | --------- | ------------------- | ---------------------- | ---------- | ------- |
| Unión Aconquija                | 1 - 0     | San Lorenzo de Alem | Municipal de Aconquija | 3 de abril | 16:30   |
| Juventud Antoniana             | 1 - 2     | Altos Hornos Zapla  | Fray Honorato Pistoia  | 3 de abril | 17:00   |
| Libre: Gimnasia y Tiro (Salta) |           |                     |                        |            |         |

| Fecha 10                  | Fecha 10  | Fecha 10           | Fecha 10                     | Fecha 10   | Fecha 10 |
| Local                     | Resultado | Visitante          | Estadio                      | Fecha      | Hora     |
| ------------------------- | --------- | ------------------ | ---------------------------- | ---------- | -------- |
| Gimnasia y Tiro (S)       | 3 - 0     | Unión Aconquija    | El Gigante del Norte         | 8 de abril | 22:00    |
| San Lorenzo de Alem       | 1 - 0     | Juventud Antoniana | Bicentenario C. de Catamarca | 9 de abril | 16:30    |
| Libre: Altos Hornos Zapla |           |                    |                              |            |          |

| Fecha 11               | Fecha 11  | Fecha 11           | Fecha 11                     | Fecha 11    | Fecha 11 |
| Local                  | Resultado | Visitante          | Estadio                      | Fecha       | Hora     |
| ---------------------- | --------- | ------------------ | ---------------------------- | ----------- | -------- |
| San Lorenzo de Alem    | 3 - 1     | Altos Hornos Zapla | Bicentenario C. de Catamarca | 13 de abril | 21:00    |
| Gimnasia y Tiro (S)    | 0 - 0     | Juventud Antoniana | El Gigante del Norte         | 13 de abril | 22:00    |
| Libre: Unión Aconquija |           |                    |                              |             |          |

| Fecha 12                   | Fecha 12  | Fecha 12            | Fecha 12              | Fecha 12    | Fecha 12 |
| Local                      | Resultado | Visitante           | Estadio               | Fecha       | Hora     |
| -------------------------- | --------- | ------------------- | --------------------- | ----------- | -------- |
| Altos Hornos Zapla         | 1 - 3     | Gimnasia y Tiro (S) | Emilio Fabrizzi       | 17 de abril | 16:30    |
| Juventud Antoniana         | 0 - 2     | Unión Aconquija     | Fray Honorato Pistoia | 17 de abril | 17:00    |
| Libre: San Lorenzo de Alem |           |                     |                       |             |          |

| Fecha 13                  | Fecha 13  | Fecha 13            | Fecha 13               | Fecha 13    | Fecha 13 |
| Local                     | Resultado | Visitante           | Estadio                | Fecha       | Hora     |
| ------------------------- | --------- | ------------------- | ---------------------- | ----------- | -------- |
| Unión Aconquija           | 2 - 1     | Altos Hornos Zapla  | Municipal de Aconquija | 23 de abril | 16:30    |
| Gimnasia y Tiro (S)       | 0 - 0     | San Lorenzo de Alem | El Gigante del Norte   | 24 de abril | 20:00    |
| Libre: Juventud Antoniana |           |                     |                        |             |          |

| Fecha 14                       | Fecha 14  | Fecha 14           | Fecha 14                     | Fecha 14    | Fecha 14 |
| Local                          | Resultado | Visitante          | Estadio                      | Fecha       | Hora     |
| ------------------------------ | --------- | ------------------ | ---------------------------- | ----------- | -------- |
| Altos Hornos Zapla             | 0 - 4     | Juventud Antoniana | Emilio Fabrizzi              | 29 de abril | 21:30    |
| San Lorenzo de Alem            | 1 - 5     | Unión Aconquija    | Bicentenario C. de Catamarca | 30 de abril | 16:00    |
| Libre: Gimnasia y Tiro (Salta) |           |                    |                              |             |          |

| Fecha 15                  | Fecha 15  | Fecha 15            | Fecha 15               | Fecha 15  | Fecha 15 |
| Local                     | Resultado | Visitante           | Estadio                | Fecha     | Hora     |
| ------------------------- | --------- | ------------------- | ---------------------- | --------- | -------- |
| Unión Aconquija           | 0 - 0     | Gimnasia y Tiro (S) | Municipal de Aconquija | 8 de mayo | 15:30    |
| Juventud Antoniana        | 4 - 1     | San Lorenzo de Alem | Fray Honorato Pistoia  | 8 de mayo | 15:30    |
| Libre: Altos Hornos Zapla |           |                     |                        |           |          |

### Zona E

#### Tabla de posiciones
| Pos. | Equipo                       | Pts. | PJ | PG | PE | PP | GF | GC | Dif. |
| ---- | ---------------------------- | ---- | -- | -- | -- | -- | -- | -- | ---- |
| 01.º | San Martín (Tucumán)         | 22   | 12 | 6  | 4  | 2  | 14 | 9  | 5    |
| 02.º | Mitre (Santiago del Estero)  | 20   | 12 | 6  | 2  | 4  | 14 | 10 | 4    |
| 03.º | Concepción FC                | 19   | 12 | 5  | 4  | 3  | 19 | 13 | 6    |
| 04.º | San Jorge (Tucumán)          | 13   | 12 | 3  | 4  | 5  | 12 | 14 | −2   |
| 05.º | Güemes (Santiago del Estero) | 7    | 12 | 1  | 4  | 7  | 10 | 23 | −13  |

|  | Clasificaron a la Etapa Eliminatoria |

#### Resultados
| Fecha 1                     | Fecha 1   | Fecha 1       | Fecha 1                   | Fecha 1      | Fecha 1 |
| Local                       | Resultado | Visitante     | Estadio                   | Fecha        | Hora    |
| --------------------------- | --------- | ------------- | ------------------------- | ------------ | ------- |
| San Jorge (T)               | 2 - 3     | Concepción FC | Senador Luis Cruz         | 7 de febrero | 17:15   |
| Mitre (SdE)                 | 1 - 1     | Güemes (SdE)  | Dres. J. y A. Castiglione | 7 de febrero | 21:30   |
| Libre: San Martín (Tucumán) |           |               |                           |              |         |

| Fecha 2                    | Fecha 2   | Fecha 2        | Fecha 2         | Fecha 2       | Fecha 2 |
| Local                      | Resultado | Visitante      | Estadio         | Fecha         | Hora    |
| -------------------------- | --------- | -------------- | --------------- | ------------- | ------- |
| Concepción FC              | 1 - 2     | Mitre (SdE)    | Stewart Shipton | 13 de febrero | 17:00   |
| Güemes (SdE)               | 1 - 1     | San Martín (T) | Arturo Miranda  | 14 de febrero | 21:00   |
| Libre: San Jorge (Tucumán) |           |                |                 |               |         |

| Fecha 3                             | Fecha 3   | Fecha 3       | Fecha 3                   | Fecha 3       | Fecha 3 |
| Local                               | Resultado | Visitante     | Estadio                   | Fecha         | Hora    |
| ----------------------------------- | --------- | ------------- | ------------------------- | ------------- | ------- |
| San Martín (T)                      | 0 - 0     | Concepción FC | La Ciudadela              | 21 de febrero | 19:00   |
| Mitre (SdE)                         | 2 - 0     | San Jorge (T) | Dres. J. y A. Castiglione | 21 de febrero | 21:00   |
| Libre: Güemes (Santiago del Estero) |           |               |                           |               |         |

| Fecha 4                            | Fecha 4   | Fecha 4        | Fecha 4           | Fecha 4       | Fecha 4 |
| Local                              | Resultado | Visitante      | Estadio           | Fecha         | Hora    |
| ---------------------------------- | --------- | -------------- | ----------------- | ------------- | ------- |
| San Jorge (T)                      | 0 - 1     | San Martín (T) | Senador Luis Cruz | 27 de febrero | 20:30   |
| Concepción FC                      | 4 - 1     | Güemes (SdE)   | Stewart Shipton   | 28 de febrero | 17:15   |
| Libre: Mitre (Santiago del Estero) |           |                |                   |               |         |

| Fecha 5              | Fecha 5   | Fecha 5       | Fecha 5        | Fecha 5    | Fecha 5 |
| Local                | Resultado | Visitante     | Estadio        | Fecha      | Hora    |
| -------------------- | --------- | ------------- | -------------- | ---------- | ------- |
| San Martín (T)       | 2 - 1     | Mitre (SdE)   | La Ciudadela   | 6 de marzo | 20:00   |
| Güemes (SdE)         | 0 - 2     | San Jorge (T) | Arturo Miranda | 6 de marzo | 20:30   |
| Libre: Concepción FC |           |               |                |            |         |

| Fecha 6                     | Fecha 6   | Fecha 6       | Fecha 6         | Fecha 6     | Fecha 6 |
| Local                       | Resultado | Visitante     | Estadio         | Fecha       | Hora    |
| --------------------------- | --------- | ------------- | --------------- | ----------- | ------- |
| Concepción FC               | 1 - 1     | San Jorge (T) | Stewart Shipton | 13 de marzo | 16:30   |
| Güemes (SdE)                | 0 - 2     | Mitre (SdE)   | Arturo Miranda  | 13 de marzo | 20:00   |
| Libre: San Martín (Tucumán) |           |               |                 |             |         |

| Fecha 7                    | Fecha 7   | Fecha 7       | Fecha 7                   | Fecha 7     | Fecha 7 |
| Local                      | Resultado | Visitante     | Estadio                   | Fecha       | Hora    |
| -------------------------- | --------- | ------------- | ------------------------- | ----------- | ------- |
| San Martín (T)             | 2 - 2     | Güemes (SdE)  | La Ciudadela              | 20 de marzo | 18:00   |
| Mitre (SdE)                | 1 - 1     | Concepción FC | Dres. J. y A. Castiglione | 20 de marzo | 21:00   |
| Libre: San Jorge (Tucumán) |           |               |                           |             |         |

| Fecha 8                             | Fecha 8   | Fecha 8        | Fecha 8           | Fecha 8     | Fecha 8 |
| Local                               | Resultado | Visitante      | Estadio           | Fecha       | Hora    |
| ----------------------------------- | --------- | -------------- | ----------------- | ----------- | ------- |
| San Jorge (T)                       | 2 - 1     | Mitre (SdE)    | Senador Luis Cruz | 26 de marzo | 16:30   |
| Concepción FC                       | 1 - 0     | San Martín (T) | Stewart Shipton   | 27 de marzo | 16:30   |
| Libre: Güemes (Santiago del Estero) |           |                |                   |             |         |

| Fecha 9                            | Fecha 9   | Fecha 9       | Fecha 9        | Fecha 9    | Fecha 9 |
| Local                              | Resultado | Visitante     | Estadio        | Fecha      | Hora    |
| ---------------------------------- | --------- | ------------- | -------------- | ---------- | ------- |
| Güemes (SdE)                       | 1 - 2     | Concepción FC | Arturo Miranda | 1 de abril | 21:00   |
| San Martín (T)                     | 0 - 2     | San Jorge (T) | La Ciudadela   | 3 de abril | 17:30   |
| Libre: Mitre (Santiago del Estero) |           |               |                |            |         |

| Fecha 10             | Fecha 10  | Fecha 10       | Fecha 10                  | Fecha 10   | Fecha 10 |
| Local                | Resultado | Visitante      | Estadio                   | Fecha      | Hora     |
| -------------------- | --------- | -------------- | ------------------------- | ---------- | -------- |
| Mitre (SdE)          | 0 - 1     | San Martín (T) | Dres. J. y A. Castiglione | 8 de abril | 22:00    |
| San Jorge (T)        | 1 - 1     | Güemes (SdE)   | Senador Luis Cruz         | 9 de abril | 16:00    |
| Libre: Concepción FC |           |                |                           |            |          |

| Fecha 11                    | Fecha 11  | Fecha 11      | Fecha 11                  | Fecha 11    | Fecha 11 |
| Local                       | Resultado | Visitante     | Estadio                   | Fecha       | Hora     |
| --------------------------- | --------- | ------------- | ------------------------- | ----------- | -------- |
| San Jorge (T)               | 1 - 1     | Concepción FC | Senador Luis Cruz         | 13 de abril | 16:00    |
| Mitre (SdE)                 | 1 - 0     | Güemes (SdE)  | Dres. J. y A. Castiglione | 13 de abril | 22:00    |
| Libre: San Martín (Tucumán) |           |               |                           |             |          |

| Fecha 12                   | Fecha 12  | Fecha 12       | Fecha 12        | Fecha 12    | Fecha 12 |
| Local                      | Resultado | Visitante      | Estadio         | Fecha       | Hora     |
| -------------------------- | --------- | -------------- | --------------- | ----------- | -------- |
| Güemes (SdE)               | 1 - 2     | San Martín (T) | Arturo Miranda  | 17 de abril | 16:00    |
| Concepción FC              | 0 - 1     | Mitre (SdE)    | Stewart Shipton | 17 de abril | 16:00    |
| Libre: San Jorge (Tucumán) |           |                |                 |             |          |

| Fecha 13                            | Fecha 13  | Fecha 13      | Fecha 13                  | Fecha 13    | Fecha 13 |
| Local                               | Resultado | Visitante     | Estadio                   | Fecha       | Hora     |
| ----------------------------------- | --------- | ------------- | ------------------------- | ----------- | -------- |
| San Martín (T)                      | 3 - 1     | Concepción FC | La Ciudadela              | 24 de abril | 11:00    |
| Mitre (SdE)                         | 2 - 0     | San Jorge (T) | Dres. J. y A. Castiglione | 24 de abril | 20:00    |
| Libre: Güemes (Santiago del Estero) |           |               |                           |             |          |

| Fecha 14                           | Fecha 14  | Fecha 14       | Fecha 14          | Fecha 14    | Fecha 14 |
| Local                              | Resultado | Visitante      | Estadio           | Fecha       | Hora     |
| ---------------------------------- | --------- | -------------- | ----------------- | ----------- | -------- |
| San Jorge (T)                      | 0 - 0     | San Martín (T) | Senador Luis Cruz | 30 de abril | 16:00    |
| Concepción FC                      | 4 - 0     | Güemes (SdE)   | Stewart Shipton   | 2 de mayo   | 16:00    |
| Libre: Mitre (Santiago del Estero) |           |                |                   |             |          |

| Fecha 15             | Fecha 15  | Fecha 15      | Fecha 15       | Fecha 15  | Fecha 15 |
| Local                | Resultado | Visitante     | Estadio        | Fecha     | Hora     |
| -------------------- | --------- | ------------- | -------------- | --------- | -------- |
| San Martín (T)       | 2 - 0     | Mitre (SdE)   | La Ciudadela   | 7 de mayo | 17:00    |
| Güemes (SdE)         | 2 - 1     | San Jorge (T) | Arturo Miranda | 8 de mayo | 16:00    |
| Libre: Concepción FC |           |               |                |           |          |

| 1. |

### Zona F

#### Tabla de posiciones
| Pos. | Equipo                  | Pts. | PJ | PG | PE | PP | GF | GC | Dif. |
| ---- | ----------------------- | ---- | -- | -- | -- | -- | -- | -- | ---- |
| 01.º | Sol de América          | 23   | 12 | 7  | 2  | 3  | 17 | 11 | 6    |
| 02.º | Guaraní Antonio Franco  | 17   | 12 | 4  | 5  | 3  | 16 | 13 | 3    |
| 03.º | Sportivo Patria         | 15   | 12 | 4  | 3  | 5  | 12 | 15 | −3   |
| 04.º | Chaco For Ever          | 15   | 12 | 4  | 3  | 5  | 13 | 15 | −2   |
| 05.º | Sarmiento (Resistencia) | 12   | 12 | 3  | 3  | 6  | 13 | 17 | −4   |

|  | Clasificaron a la Etapa Eliminatoria |

#### Resultados
| Fecha 1                | Fecha 1   | Fecha 1                | Fecha 1        | Fecha 1      | Fecha 1 |
| Local                  | Resultado | Visitante              | Estadio        | Fecha        | Hora    |
| ---------------------- | --------- | ---------------------- | -------------- | ------------ | ------- |
| Sarmiento (R)          | 0 - 2     | Chaco For Ever         | Centenario     | 7 de febrero | 17:30   |
| Sol de América         | 1 - 0     | Guaraní Antonio Franco | Sol de América | 7 de febrero | 17:30   |
| Libre: Sportivo Patria |           |                        |                |              |         |

| Fecha 2                | Fecha 2   | Fecha 2         | Fecha 2                     | Fecha 2       | Fecha 2 |
| Local                  | Resultado | Visitante       | Estadio                     | Fecha         | Hora    |
| ---------------------- | --------- | --------------- | --------------------------- | ------------- | ------- |
| Guaraní Antonio Franco | 2 - 2     | Sarmiento (R)   | C. A. Fernández de Oliveira | 13 de febrero | 21:00   |
| Chaco For Ever         | 2 - 0     | Sportivo Patria | Juan Alberto García         | 14 de febrero | 18:15   |
| Libre: Sol de América  |           |                 |                             |               |         |

| Fecha 3               | Fecha 3   | Fecha 3                | Fecha 3        | Fecha 3       | Fecha 3 |
| Local                 | Resultado | Visitante              | Estadio        | Fecha         | Hora    |
| --------------------- | --------- | ---------------------- | -------------- | ------------- | ------- |
| Sportivo Patria       | 1 - 1     | Guaraní Antonio Franco | Antonio Romero | 21 de febrero | 17:00   |
| Sarmiento (R)         | 1 - 0     | Sol de América         | Centenario     | 21 de febrero | 20:00   |
| Libre: Chaco For Ever |           |                        |                |               |         |

| Fecha 4                        | Fecha 4   | Fecha 4         | Fecha 4                     | Fecha 4       | Fecha 4 |
| Local                          | Resultado | Visitante       | Estadio                     | Fecha         | Hora    |
| ------------------------------ | --------- | --------------- | --------------------------- | ------------- | ------- |
| Sol de América                 | 1 - 0     | Sportivo Patria | Sol de América              | 28 de febrero | 17:30   |
| Guaraní Antonio Franco         | 2 - 0     | Chaco For Ever  | C. A. Fernández de Oliveira | 28 de febrero | 21:15   |
| Libre: Sarmiento (Resistencia) |           |                 |                             |               |         |

| Fecha 5                       | Fecha 5   | Fecha 5        | Fecha 5             | Fecha 5    | Fecha 5 |
| Local                         | Resultado | Visitante      | Estadio             | Fecha      | Hora    |
| ----------------------------- | --------- | -------------- | ------------------- | ---------- | ------- |
| Sportivo Patria               | 1 - 1     | Sarmiento (R)  | Antonio Romero      | 5 de marzo | 17:30   |
| Chaco For Ever                | 2 - 3     | Sol de América | Juan Alberto García | 5 de marzo | 21:15   |
| Libre: Guaraní Antonio Franco |           |                |                     |            |         |

| Fecha 6                | Fecha 6   | Fecha 6        | Fecha 6                     | Fecha 6     | Fecha 6 |
| Local                  | Resultado | Visitante      | Estadio                     | Fecha       | Hora    |
| ---------------------- | --------- | -------------- | --------------------------- | ----------- | ------- |
| Chaco For Ever         | 1 - 1     | Sarmiento (R)  | Juan Alberto García         | 13 de marzo | 17:30   |
| Guaraní Antonio Franco | 1 - 1     | Sol de América | C. A. Fernández de Oliveira | 13 de marzo | 18:00   |
| Libre: Sportivo Patria |           |                |                             |             |         |

| Fecha 7               | Fecha 7   | Fecha 7                | Fecha 7        | Fecha 7     | Fecha 7 |
| Local                 | Resultado | Visitante              | Estadio        | Fecha       | Hora    |
| --------------------- | --------- | ---------------------- | -------------- | ----------- | ------- |
| Sportivo Patria       | 2 - 1     | Chaco For Ever         | Antonio Romero | 20 de marzo | 16:30   |
| Sarmiento (R)         | 0 - 3     | Guaraní Antonio Franco | Centenario     | 20 de marzo | 17:30   |
| Libre: Sol de América |           |                        |                |             |         |

| Fecha 8                | Fecha 8   | Fecha 8         | Fecha 8                     | Fecha 8     | Fecha 8 |
| Local                  | Resultado | Visitante       | Estadio                     | Fecha       | Hora    |
| ---------------------- | --------- | --------------- | --------------------------- | ----------- | ------- |
| Sol de América         | 1 - 2     | Sarmiento (R)   | Sol de América              | 27 de marzo | 16:00   |
| Guaraní Antonio Franco | 2 - 1     | Sportivo Patria | C. A. Fernández de Oliveira | 27 de marzo | 20:00   |
| Libre: Chaco For Ever  |           |                 |                             |             |         |

| Fecha 9                        | Fecha 9   | Fecha 9                | Fecha 9             | Fecha 9    | Fecha 9 |
| Local                          | Resultado | Visitante              | Estadio             | Fecha      | Hora    |
| ------------------------------ | --------- | ---------------------- | ------------------- | ---------- | ------- |
| Sportivo Patria                | 1 - 3     | Sol de América         | Antonio Romero      | 3 de abril | 16:15   |
| Chaco For Ever                 | 1 - 0     | Guaraní Antonio Franco | Juan Alberto García | 3 de abril | 17:00   |
| Libre: Sarmiento (Resistencia) |           |                        |                     |            |         |

| Fecha 10                      | Fecha 10  | Fecha 10        | Fecha 10       | Fecha 10   | Fecha 10 |
| Local                         | Resultado | Visitante       | Estadio        | Fecha      | Hora     |
| ----------------------------- | --------- | --------------- | -------------- | ---------- | -------- |
| Sol de América                | 0 - 0     | Chaco For Ever  | Sol de América | 9 de abril | 16:15    |
| Sarmiento (R)                 | 1 - 2     | Sportivo Patria | Centenario     | 9 de abril | 17:00    |
| Libre: Guaraní Antonio Franco |           |                 |                |            |          |

| Fecha 11               | Fecha 11  | Fecha 11               | Fecha 11       | Fecha 11    | Fecha 11 |
| Local                  | Resultado | Visitante              | Estadio        | Fecha       | Hora     |
| ---------------------- | --------- | ---------------------- | -------------- | ----------- | -------- |
| Sol de América         | 3 - 1     | Guaraní Antonio Franco | Sol de América | 13 de abril | 16:00    |
| Sarmiento (R)          | 3 - 0     | Chaco For Ever         | Centenario     | 13 de abril | 20:30    |
| Libre: Sportivo Patria |           |                        |                |             |          |

| Fecha 12               | Fecha 12  | Fecha 12        | Fecha 12                    | Fecha 12    | Fecha 12 |
| Local                  | Resultado | Visitante       | Estadio                     | Fecha       | Hora     |
| ---------------------- | --------- | --------------- | --------------------------- | ----------- | -------- |
| Chaco For Ever         | 0 - 1     | Sportivo Patria | Juan Alberto García         | 17 de abril | 16:30    |
| Guaraní Antonio Franco | 1 - 0     | Sarmiento (R)   | C. A. Fernández de Oliveira | 17 de abril | 21:00    |
| Libre: Sol de América  |           |                 |                             |             |          |

| Fecha 13              | Fecha 13  | Fecha 13               | Fecha 13       | Fecha 13    | Fecha 13 |
| Local                 | Resultado | Visitante              | Estadio        | Fecha       | Hora     |
| --------------------- | --------- | ---------------------- | -------------- | ----------- | -------- |
| Sportivo Patria       | 1 - 1     | Guaraní Antonio Franco | Antonio Romero | 23 de abril | 16:30    |
| Sarmiento (R)         | 1 - 2     | Sol de América         | Centenario     | 24 de abril | 20:00    |
| Libre: Chaco For Ever |           |                        |                |             |          |

| Fecha 14                       | Fecha 14  | Fecha 14        | Fecha 14                    | Fecha 14    | Fecha 14 |
| Local                          | Resultado | Visitante       | Estadio                     | Fecha       | Hora     |
| ------------------------------ | --------- | --------------- | --------------------------- | ----------- | -------- |
| Sol de América                 | 1 - 0     | Sportivo Patria | Sol de América              | 30 de abril | 15:45    |
| Guaraní Antonio Franco         | 2 - 2     | Chaco For Ever  | C. A. Fernández de Oliveira | 30 de abril | 21:00    |
| Libre: Sarmiento (Resistencia) |           |                 |                             |             |          |

| Fecha 15                      | Fecha 15  | Fecha 15       | Fecha 15            | Fecha 15  | Fecha 15 |
| Local                         | Resultado | Visitante      | Estadio             | Fecha     | Hora     |
| ----------------------------- | --------- | -------------- | ------------------- | --------- | -------- |
| Sportivo Patria               | 2 - 1     | Sarmiento (R)  | Antonio Romero      | 6 de mayo | 15:45    |
| Chaco For Ever                | 2 - 1     | Sol de América | Juan Alberto García | 6 de mayo | 16:00    |
| Libre: Guaraní Antonio Franco |           |                |                     |           |          |

### Zona G

#### Tabla de posiciones
| Pos. | Equipo                        | Pts. | PJ | PG | PE | PP | GF | GC | Dif. |
| ---- | ----------------------------- | ---- | -- | -- | -- | -- | -- | -- | ---- |
| 01.º | Libertad (Sunchales)          | 20   | 12 | 5  | 5  | 2  | 22 | 16 | 6    |
| 02.º | Sportivo Las Parejas          | 18   | 12 | 5  | 3  | 4  | 17 | 17 | 0    |
| 03.º | Unión (Sunchales)             | 17   | 12 | 5  | 2  | 5  | 19 | 14 | 5    |
| 04.º | Defensores de Pronunciamiento | 15   | 12 | 4  | 3  | 5  | 18 | 21 | −3   |
| 05.º | Gimnasia y Esgrima (CdU)      | 13   | 12 | 4  | 1  | 7  | 17 | 25 | −8   |

|  | Clasificaron a la Etapa Eliminatoria |

#### Resultados
| Fecha 1                  | Fecha 1   | Fecha 1                 | Fecha 1              | Fecha 1      | Fecha 1 |
| Local                    | Resultado | Visitante               | Estadio              | Fecha        | Hora    |
| ------------------------ | --------- | ----------------------- | -------------------- | ------------ | ------- |
| Libertad (S)             | 1 - 1     | Sportivo Las Parejas    | Dr. Plácido Tita     | 7 de febrero | 18:30   |
| Gimnasia y Esgrima (CdU) | 2 - 1     | Def. de Pronunciamiento | Manuel y Ramón Núñez | 7 de febrero | 21:00   |
| Libre: Unión (Sunchales) |           |                         |                      |              |         |

| Fecha 2                     | Fecha 2   | Fecha 2                  | Fecha 2         | Fecha 2       | Fecha 2 |
| Local                       | Resultado | Visitante                | Estadio         | Fecha         | Hora    |
| --------------------------- | --------- | ------------------------ | --------------- | ------------- | ------- |
| Def. de Pronunciamiento     | 3 - 2     | Unión (S)                | Delio Cardozo   | 12 de febrero | 21:00   |
| Sportivo Las Parejas        | 3 - 0     | Gimnasia y Esgrima (CdU) | 4 de Septiembre | 15 de febrero | 20:00   |
| Libre: Libertad (Sunchales) |           |                          |                 |               |         |

| Fecha 3                              | Fecha 3   | Fecha 3              | Fecha 3              | Fecha 3       | Fecha 3 |
| Local                                | Resultado | Visitante            | Estadio              | Fecha         | Hora    |
| ------------------------------------ | --------- | -------------------- | -------------------- | ------------- | ------- |
| Unión (S)                            | 1 - 2     | Sportivo Las Parejas | De la Avenida        | 21 de febrero | 19:00   |
| Gimnasia y Esgrima (CdU)             | 3 - 1     | Libertad (S)         | Manuel y Ramón Núñez | 21 de febrero | 20:00   |
| Libre: Defensores de Pronunciamiento |           |                      |                      |               |         |

| Fecha 4                                            | Fecha 4   | Fecha 4                 | Fecha 4          | Fecha 4       | Fecha 4 |
| Local                                              | Resultado | Visitante               | Estadio          | Fecha         | Hora    |
| -------------------------------------------------- | --------- | ----------------------- | ---------------- | ------------- | ------- |
| Libertad (S)                                       | 0 - 0     | Unión (S)               | Dr. Plácido Tita | 28 de febrero | 17:30   |
| Sportivo Las Parejas                               | 1 - 0     | Def. de Pronunciamiento | 4 de Septiembre  | 28 de febrero | 19:30   |
| Libre: Gimnasia y Esgrima (Concepción del Uruguay) |           |                         |                  |               |         |

| Fecha 5                     | Fecha 5   | Fecha 5                  | Fecha 5       | Fecha 5    | Fecha 5 |
| Local                       | Resultado | Visitante                | Estadio       | Fecha      | Hora    |
| --------------------------- | --------- | ------------------------ | ------------- | ---------- | ------- |
| Def. de Pronunciamiento     | 2 - 3     | Libertad (S)             | Delio Cardozo | 6 de marzo | 19:30   |
| Unión (S)                   | 1 - 0     | Gimnasia y Esgrima (CdU) | De la Avenida | 6 de marzo | 19:30   |
| Libre: Sportivo Las Parejas |           |                          |               |            |         |

| Fecha 6                  | Fecha 6   | Fecha 6                  | Fecha 6         | Fecha 6     | Fecha 6 |
| Local                    | Resultado | Visitante                | Estadio         | Fecha       | Hora    |
| ------------------------ | --------- | ------------------------ | --------------- | ----------- | ------- |
| Sportivo Las Parejas     | 2 - 2     | Libertad (S)             | 4 de Septiembre | 12 de marzo | 18:00   |
| Def. de Pronunciamiento  | 1 - 4     | Gimnasia y Esgrima (CdU) | Delio Cardozo   | 12 de marzo | 21:00   |
| Libre: Unión (Sunchales) |           |                          |                 |             |         |

| Fecha 7                     | Fecha 7   | Fecha 7                 | Fecha 7              | Fecha 7     | Fecha 7 |
| Local                       | Resultado | Visitante               | Estadio              | Fecha       | Hora    |
| --------------------------- | --------- | ----------------------- | -------------------- | ----------- | ------- |
| Unión (S)                   | 0 - 1     | Def. de Pronunciamiento | De la Avenida        | 20 de marzo | 18:00   |
| Gimnasia y Esgrima (CdU)    | 2 - 1     | Sportivo Las Parejas    | Manuel y Ramón Núñez | 20 de marzo | 20:00   |
| Libre: Libertad (Sunchales) |           |                         |                      |             |         |

| Fecha 8                        | Fecha 8   | Fecha 8                  | Fecha 8          | Fecha 8     | Fecha 8 |
| Local                          | Resultado | Visitante                | Estadio          | Fecha       | Hora    |
| ------------------------------ | --------- | ------------------------ | ---------------- | ----------- | ------- |
| Libertad (S)                   | 4 - 1     | Gimnasia y Esgrima (CdU) | Dr. Plácido Tita | 27 de marzo | 17:00   |
| Sportivo Las Parejas           | 0 - 5     | Unión (S)                | 4 de Septiembre  | 27 de marzo | 19:00   |
| Libre: Def. de Pronunciamiento |           |                          |                  |             |         |

| Fecha 9                                            | Fecha 9   | Fecha 9              | Fecha 9       | Fecha 9    | Fecha 9 |
| Local                                              | Resultado | Visitante            | Estadio       | Fecha      | Hora    |
| -------------------------------------------------- | --------- | -------------------- | ------------- | ---------- | ------- |
| Def. de Pronunciamiento                            | 1 - 1     | Sportivo Las Parejas | Delio Cardozo | 3 de abril | 16:30   |
| Unión (S)                                          | 2 - 2     | Libertad (S)         | De la Avenida | 3 de abril | 17:00   |
| Libre: Gimnasia y Esgrima (Concepción del Uruguay) |           |                      |               |            |         |

| Fecha 10                    | Fecha 10  | Fecha 10                | Fecha 10             | Fecha 10   | Fecha 10 |
| Local                       | Resultado | Visitante               | Estadio              | Fecha      | Hora     |
| --------------------------- | --------- | ----------------------- | -------------------- | ---------- | -------- |
| Libertad (S)                | 3 - 4     | Def. de Pronunciamiento | Dr. Plácido Tita     | 8 de abril | 17:00    |
| Gimnasia y Esgrima (CdU)    | 1 - 2     | Unión (S)               | Manuel y Ramón Núñez | 9 de abril | 18:00    |
| Libre: Sportivo Las Parejas |           |                         |                      |            |          |

| Fecha 11                 | Fecha 11  | Fecha 11                | Fecha 11             | Fecha 11    | Fecha 11 |
| Local                    | Resultado | Visitante               | Estadio              | Fecha       | Hora     |
| ------------------------ | --------- | ----------------------- | -------------------- | ----------- | -------- |
| Libertad (S)             | 2 - 0     | Sportivo Las Parejas    | Dr. Plácido Tita     | 13 de abril | 17:00    |
| Gimnasia y Esgrima (CdU) | 2 - 2     | Def. de Pronunciamiento | Manuel y Ramón Núñez | 13 de abril | 21:15    |
| Libre: Unión (Sunchales) |           |                         |                      |             |          |

| Fecha 12                    | Fecha 12  | Fecha 12                 | Fecha 12        | Fecha 12    | Fecha 12 |
| Local                       | Resultado | Visitante                | Estadio         | Fecha       | Hora     |
| --------------------------- | --------- | ------------------------ | --------------- | ----------- | -------- |
| Def. de Pronunciamiento     | 2 - 0     | Unión (S)                | Delio Cardozo   | 17 de abril | 15:30    |
| Sportivo Las Parejas        | 3 - 1     | Gimnasia y Esgrima (CdU) | 4 de Septiembre | 17 de abril | 17:00    |
| Libre: Libertad (Sunchales) |           |                          |                 |             |          |

| Fecha 13                       | Fecha 13  | Fecha 13             | Fecha 13             | Fecha 13    | Fecha 13 |
| Local                          | Resultado | Visitante            | Estadio              | Fecha       | Hora     |
| ------------------------------ | --------- | -------------------- | -------------------- | ----------- | -------- |
| Unión (S)                      | 2 - 1     | Sportivo Las Parejas | De la Avenida        | 23 de abril | 16:30    |
| Gimnasia y Esgrima (CdU)       | 0 - 2     | Libertad (S)         | Manuel y Ramón Núñez | 23 de abril | 20:00    |
| Libre: Def. de Pronunciamiento |           |                      |                      |             |          |

| Fecha 14                                           | Fecha 14  | Fecha 14                | Fecha 14         | Fecha 14    | Fecha 14 |
| Local                                              | Resultado | Visitante               | Estadio          | Fecha       | Hora     |
| -------------------------------------------------- | --------- | ----------------------- | ---------------- | ----------- | -------- |
| Sportivo Las Parejas                               | 2 - 0     | Def. de Pronunciamiento | 4 de Septiembre  | 30 de abril | 18:00    |
| Libertad (S)                                       | 1 - 0     | Unión (S)               | Dr. Plácido Tita | 2 de mayo   | 20:00    |
| Libre: Gimnasia y Esgrima (Concepción del Uruguay) |           |                         |                  |             |          |

| Fecha 15                    | Fecha 15  | Fecha 15                 | Fecha 15      | Fecha 15  | Fecha 15 |
| Local                       | Resultado | Visitante                | Estadio       | Fecha     | Hora     |
| --------------------------- | --------- | ------------------------ | ------------- | --------- | -------- |
| Def. de Pronunciamiento     | 1 - 1     | Libertad (S)             | Delio Cardozo | 7 de mayo | 15:30    |
| Unión (S)                   | 4 - 1     | Gimnasia y Esgrima (CdU) | De la Avenida | 8 de mayo | 16:00    |
| Libre: Sportivo Las Parejas |           |                          |               |           |          |

| 1. |

### Tabla de terceros puestos
| Pos. | Equipo                  | Pts. | PJ | PG | PE | PP | GF | GC | Dif. |
| ---- | ----------------------- | ---- | -- | -- | -- | -- | -- | -- | ---- |
| 01.º | Ferro Carril Oeste (GP) | 20   | 12 | 5  | 5  | 2  | 15 | 10 | 5    |
| 02.º | Concepción FC           | 19   | 12 | 5  | 4  | 3  | 19 | 13 | 6    |
| 03.º | Gimnasia y Tiro (S)     | 18   | 12 | 5  | 3  | 4  | 14 | 13 | 1    |
| 04.º | Unión (S)               | 17   | 12 | 5  | 2  | 5  | 19 | 14 | 5    |
| 05.º | Cipolletti              | 17   | 12 | 4  | 5  | 3  | 17 | 12 | 5    |
| 06.º | Gutiérrez SC            | 15   | 12 | 3  | 6  | 3  | 11 | 12 | −1   |
| 07.º | Sportivo Patria         | 15   | 12 | 4  | 3  | 5  | 12 | 15 | −3   |

|  | Clasificaron a la Etapa Eliminatoria |

## Descenso

### Tabla general de la Primera fase
| Pos. | Equipo                        | Pts. | PJ | PG | PE | PP | GF | GC | Dif. |
| ---- | ----------------------------- | ---- | -- | -- | -- | -- | -- | -- | ---- |
| 01.º | Unión Aconquija               | 26   | 12 | 8  | 2  | 2  | 21 | 9  | 12   |
| 02.º | Sol de América                | 23   | 12 | 7  | 2  | 3  | 17 | 11 | 6    |
| 03.º | San Martín (T)                | 22   | 12 | 6  | 4  | 2  | 14 | 9  | 5    |
| 04.º | Defensores de Belgrano (VR)   | 21   | 12 | 5  | 6  | 1  | 18 | 7  | 11   |
| 05.º | Deportivo Madryn              | 21   | 12 | 6  | 3  | 3  | 27 | 17 | 10   |
| 06.º | Alvarado                      | 21   | 12 | 6  | 3  | 3  | 15 | 10 | 5    |
| 07.º | Unión (VK)                    | 21   | 12 | 5  | 6  | 1  | 11 | 8  | 3    |
| 08.º | Libertad (S)                  | 20   | 12 | 5  | 5  | 2  | 22 | 16 | 6    |
| 09.º | Ferro Carril Oeste (GP)       | 20   | 12 | 5  | 5  | 2  | 15 | 10 | 5    |
| 10.º | Mitre (SdE)                   | 20   | 12 | 6  | 2  | 4  | 14 | 10 | 4    |
| 11.º | Independiente (N)             | 20   | 12 | 6  | 2  | 4  | 17 | 17 | 0    |
| 12.º | Concepción FC                 | 19   | 12 | 5  | 4  | 3  | 19 | 13 | 6    |
| 13.º | Juventud Antoniana            | 18   | 12 | 5  | 3  | 4  | 20 | 13 | 7    |
| 14.º | Sportivo Belgrano             | 18   | 12 | 5  | 3  | 4  | 13 | 11 | 2    |
| 15.º | Gimnasia y Tiro (S)           | 18   | 12 | 5  | 3  | 4  | 14 | 13 | 1    |
| 16.º | Sportivo Las Parejas          | 18   | 12 | 5  | 3  | 4  | 17 | 17 | 0    |
| 17.º | Unión (S)                     | 17   | 12 | 5  | 2  | 5  | 19 | 14 | 5    |
| 18.º | Cipolletti                    | 17   | 12 | 4  | 5  | 3  | 17 | 12 | 5    |
| 19.º | Guaraní Antonio Franco        | 17   | 12 | 4  | 5  | 3  | 16 | 13 | 3    |
| 20.º | Gutiérrez SC                  | 15   | 12 | 3  | 6  | 3  | 11 | 12 | −1   |
| 21.º | Chaco For Ever                | 15   | 12 | 4  | 3  | 5  | 13 | 15 | −2   |
| 22.º | Defensores de Pronunciamiento | 15   | 12 | 4  | 3  | 5  | 18 | 21 | −3   |
| 23.º | Sportivo Patria               | 15   | 12 | 4  | 3  | 5  | 12 | 15 | −3   |
| 24.º | Gimnasia y Esgrima (M)        | 14   | 12 | 3  | 5  | 4  | 11 | 11 | 0    |
| 25.º | General Belgrano (SR)         | 14   | 12 | 4  | 2  | 6  | 13 | 20 | −7   |
| 26.º | San Jorge (T)                 | 13   | 12 | 3  | 4  | 5  | 12 | 14 | −2   |
| 27.º | Gimnasia y Esgrima (CdU)      | 13   | 12 | 4  | 1  | 7  | 17 | 25 | −8   |
| 28.º | Sarmiento (R)                 | 12   | 12 | 3  | 3  | 6  | 13 | 17 | −4   |
| 29.º | Villa Mitre                   | 12   | 12 | 3  | 3  | 6  | 13 | 19 | −6   |
| 30.º | San Lorenzo de Alem           | 12   | 12 | 3  | 3  | 6  | 13 | 21 | −8   |
| 31.º | Deportivo Roca                | 12   | 12 | 3  | 3  | 6  | 11 | 20 | −9   |
| 32.º | Altos Hornos Zapla            | 10   | 12 | 3  | 1  | 8  | 12 | 24 | −12  |
| 33.º | Deportivo Maipú               | 9    | 12 | 1  | 6  | 5  | 11 | 15 | −4   |
| 34.º | Güemes (SdE)                  | 7    | 12 | 1  | 4  | 7  | 10 | 23 | −13  |
| 35.º | Tiro Federal (BB)             | 5    | 12 | 1  | 2  | 9  | 8  | 22 | −14  |

|  | Descendieron al Torneo Federal B |

## Etapa Eliminatoria
Se disputaron en 4 rondas, de los octavos a la final, por eliminación directa, a doble partido, con los equipos enfrentados según su posición en la tabla de ordenamiento.

### Tabla de ordenamiento
Se confeccionó según la ubicación de los equipos en la tabla final de posiciones de cada zona de la Etapa Clasificatoria, empezando por ordenar a los 7 primeros, luego los 7 segundos, y finalmente, los 2 mejores terceros, con un total de 16 participantes. El orden se mantuvo en cada fase para establecer los enfrentamientos y las localías, de tal manera que el equipo mejor ubicado en la tabla definió la llave en condición de local. Además, en caso de no existir diferencia de gol al finalizar la disputa de cada fase, fue el que obtuvo la clasificación, excepto en la final en la que, de haberse producido un empate en la serie al cabo del partido de vuelta, se hubieran ejecutado tiros desde el punto penal para definir al campeón y ganador del ascenso.
| Pos. | Equipo                      | Pts. | PJ | PG | PE | PP | GF | GC | Dif. |
| ---- | --------------------------- | ---- | -- | -- | -- | -- | -- | -- | ---- |
| 01.º | Unión Aconquija             | 26   | 12 | 8  | 2  | 2  | 21 | 9  | 12   |
| 02.º | Sol de América              | 23   | 12 | 7  | 2  | 3  | 17 | 11 | 6    |
| 03.º | San Martín (T)              | 22   | 12 | 6  | 4  | 2  | 14 | 9  | 5    |
| 04.º | Defensores de Belgrano (VR) | 21   | 12 | 5  | 6  | 1  | 18 | 7  | 11   |
| 05.º | Deportivo Madryn            | 21   | 12 | 6  | 3  | 3  | 27 | 17 | 10   |
| 06.º | Unión (VK)                  | 21   | 12 | 5  | 6  | 1  | 11 | 8  | 3    |
| 07.º | Libertad (S)                | 20   | 12 | 5  | 5  | 2  | 22 | 16 | 6    |
| 08.º | Alvarado                    | 21   | 12 | 6  | 3  | 3  | 15 | 10 | 5    |
| 09.º | Mitre (SdE)                 | 20   | 12 | 6  | 2  | 4  | 14 | 10 | 4    |
| 10.º | Independiente (N)           | 20   | 12 | 6  | 2  | 4  | 17 | 17 | 0    |
| 11.º | Juventud Antoniana          | 18   | 12 | 5  | 3  | 4  | 20 | 13 | 7    |
| 12.º | Sportivo Belgrano           | 18   | 12 | 5  | 3  | 4  | 13 | 11 | 2    |
| 13.º | Sportivo Las Parejas        | 18   | 12 | 5  | 3  | 4  | 17 | 17 | 0    |
| 14.º | Guaraní Antonio Franco      | 17   | 12 | 4  | 5  | 3  | 16 | 13 | 3    |
| 15.º | Ferro Carril Oeste (GP)     | 20   | 12 | 5  | 5  | 2  | 15 | 10 | 5    |
| 16.º | Concepción FC               | 19   | 12 | 5  | 4  | 3  | 19 | 13 | 6    |

|  | Clasificados como primeros en su zona de la Etapa Clasificatoria. |
|  | Clasificados como segundos en su zona de la Etapa Clasificatoria. |
|  | Clasificados como mejores terceros en la Etapa Clasificatoria.    |

### Cuadro de desarrollo
|  | Segunda fase     | Segunda fase            | Segunda fase     | Segunda fase            |   |   | Tercera fase             | Tercera fase             | Tercera fase             | Tercera fase             |  |   | Cuarta fase     | Cuarta fase     | Cuarta fase     | Cuarta fase     |  |   | Quinta fase      | Quinta fase      | Quinta fase      | Quinta fase      |  |
|  | 14 al 23 de mayo | 14 al 23 de mayo        | 14 al 23 de mayo | 14 al 23 de mayo        |   |   | 29 de mayo al 4 de junio | 29 de mayo al 4 de junio | 29 de mayo al 4 de junio | 29 de mayo al 4 de junio |  |   | 8 y 12 de junio | 8 y 12 de junio | 8 y 12 de junio | 8 y 12 de junio |  |   | 20 y 26 de junio | 20 y 26 de junio | 20 y 26 de junio | 20 y 26 de junio |  |
|  |                  |                         |                  |                         |   |   |                          |                          |                          |                          |  |   |                 |                 |                 |                 |  |   |                  |                  |                  |                  |  |
|  |                  |                         |                  |                         |   |   |                          |                          |                          |                          |  |   |                 |                 |                 |                 |  |   |                  |                  |                  |                  |  |
|  | 1                | Unión Aconquija         | 1                | 3                       |   |   |                          |                          |                          |                          |  |   |                 |                 |                 |                 |  |   |                  |                  |                  |                  |  |
|  | 1                | Unión Aconquija         | 1                | 3                       |   |   |                          |                          |                          |                          |  |   |                 |                 |                 |                 |  |   |                  |                  |                  |                  |  |
|  | 16               | Concepción FC           | 0                | 1                       |   |   |                          |                          |                          |                          |  |   |                 |                 |                 |                 |  |   |                  |                  |                  |                  |  |
|  | 16               | Concepción FC           | 0                | 1                       |   | 1 | Unión Aconquija          | 2                        | 3                        |                          |  |   |                 |                 |                 |                 |  |   |                  |                  |                  |                  |  |
|  |                  |                         |                  |                         |   | 1 | Unión Aconquija          | 2                        | 3                        |                          |  |   |                 |                 |                 |                 |  |   |                  |                  |                  |                  |  |
|  |                  |                         | 8                | Ferro Carril Oeste (GP) | 1 | 3 |                          |                          |                          |                          |  |   |                 |                 |                 |                 |  |   |                  |                  |                  |                  |  |
|  | 2                | Sol de América          | 8                | Ferro Carril Oeste (GP) | 1 | 3 | 1                        | 1                        |                          |                          |  |   |                 |                 |                 |                 |  |   |                  |                  |                  |                  |  |
|  | 2                | Sol de América          |                  |                         |   |   |                          |                          |                          |                          |  |   |                 |                 |                 |                 |  |   |                  |                  |                  |                  |  |
|  | 15               | Ferro Carril Oeste (GP) | 3                | 1                       |   |   |                          |                          |                          |                          |  |   |                 |                 |                 |                 |  |   |                  |                  |                  |                  |  |
|  | 15               | Ferro Carril Oeste (GP) | 3                | 1                       |   |   |                          |                          |                          |                          |  | 1 | Unión Aconquija | 1               | 2               |                 |  |   |                  |                  |                  |                  |  |
|  |                  |                         |                  |                         |   |   |                          |                          |                          |                          |  | 1 | Unión Aconquija | 1               | 2               |                 |  |   |                  |                  |                  |                  |  |
|  |                  |                         | 4                | Juventud Antoniana      | 1 | 1 |                          |                          |                          |                          |  |   |                 |                 |                 |                 |  |   |                  |                  |                  |                  |  |
|  | 4                | Def. de Belgrano (VR)   | 4                | Juventud Antoniana      | 1 | 1 | 2                        | 3                        |                          |                          |  |   |                 |                 |                 |                 |  |   |                  |                  |                  |                  |  |
|  | 4                | Def. de Belgrano (VR)   |                  |                         |   |   |                          |                          |                          |                          |  |   |                 |                 |                 |                 |  |   |                  |                  |                  |                  |  |
|  | 13               | Sportivo Las Parejas    | 2                | 0                       |   |   |                          |                          |                          |                          |  |   |                 |                 |                 |                 |  |   |                  |                  |                  |                  |  |
|  | 13               | Sportivo Las Parejas    | 2                | 0                       |   | 3 | Def. de Belgrano (VR)    | 1                        | 0                        |                          |  |   |                 |                 |                 |                 |  |   |                  |                  |                  |                  |  |
|  |                  |                         |                  |                         |   | 3 | Def. de Belgrano (VR)    | 1                        | 0                        |                          |  |   |                 |                 |                 |                 |  |   |                  |                  |                  |                  |  |
|  |                  |                         | 6                | Juventud Antoniana      | 2 | 0 |                          |                          |                          |                          |  |   |                 |                 |                 |                 |  |   |                  |                  |                  |                  |  |
|  | 6                | Unión (VK)              | 6                | Juventud Antoniana      | 2 | 0 | 1                        | 0                        |                          |                          |  |   |                 |                 |                 |                 |  |   |                  |                  |                  |                  |  |
|  | 6                | Unión (VK)              |                  |                         |   |   |                          |                          |                          |                          |  |   |                 |                 |                 |                 |  |   |                  |                  |                  |                  |  |
|  | 11               | Juventud Antoniana      | 1                | 1                       |   |   |                          |                          |                          |                          |  |   |                 |                 |                 |                 |  |   |                  |                  |                  |                  |  |
|  | 11               | Juventud Antoniana      | 1                | 1                       |   |   |                          |                          |                          |                          |  |   |                 |                 |                 |                 |  | 1 | Unión Aconquija  | 0                | 2                |                  |  |
|  |                  |                         |                  |                         |   |   |                          |                          |                          |                          |  |   |                 |                 |                 |                 |  | 1 | Unión Aconquija  | 0                | 2                |                  |  |
|  |                  |                         | 2                | San Martín (T)          | 1 | 3 |                          |                          |                          |                          |  |   |                 |                 |                 |                 |  |   |                  |                  |                  |                  |  |
|  | 3                | San Martín (T)          | 2                | San Martín (T)          | 1 | 3 | 1                        | 2                        |                          |                          |  |   |                 |                 |                 |                 |  |   |                  |                  |                  |                  |  |
|  | 3                | San Martín (T)          |                  |                         |   |   |                          |                          |                          |                          |  |   |                 |                 |                 |                 |  |   |                  |                  |                  |                  |  |
|  | 14               | Guaraní Antonio Franco  | 2                | 1                       |   |   |                          |                          |                          |                          |  |   |                 |                 |                 |                 |  |   |                  |                  |                  |                  |  |
|  | 14               | Guaraní Antonio Franco  | 2                | 1                       |   | 2 | San Martín (T)           | 1                        | 1                        |                          |  |   |                 |                 |                 |                 |  |   |                  |                  |                  |                  |  |
|  |                  |                         |                  |                         |   | 2 | San Martín (T)           | 1                        | 1                        |                          |  |   |                 |                 |                 |                 |  |   |                  |                  |                  |                  |  |
|  |                  |                         | 7                | Sportivo Belgrano       | 0 | 2 |                          |                          |                          |                          |  |   |                 |                 |                 |                 |  |   |                  |                  |                  |                  |  |
|  | 5                | Deportivo Madryn        | 7                | Sportivo Belgrano       | 0 | 2 | 0                        | 1                        |                          |                          |  |   |                 |                 |                 |                 |  |   |                  |                  |                  |                  |  |
|  | 5                | Deportivo Madryn        |                  |                         |   |   |                          |                          |                          |                          |  |   |                 |                 |                 |                 |  |   |                  |                  |                  |                  |  |
|  | 12               | Sportivo Belgrano       | 1                | 2                       |   |   |                          |                          |                          |                          |  |   |                 |                 |                 |                 |  |   |                  |                  |                  |                  |  |
|  | 12               | Sportivo Belgrano       | 1                | 2                       |   |   |                          |                          |                          |                          |  | 2 | San Martín (T)  | 1               | 2               |                 |  |   |                  |                  |                  |                  |  |
|  |                  |                         |                  |                         |   |   |                          |                          |                          |                          |  | 2 | San Martín (T)  | 1               | 2               |                 |  |   |                  |                  |                  |                  |  |
|  |                  |                         | 3                | Libertad (S)            | 0 | 0 |                          |                          |                          |                          |  |   |                 |                 |                 |                 |  |   |                  |                  |                  |                  |  |
|  | 7                | Libertad (S)            | 3                | Libertad (S)            | 0 | 0 | 4                        | 0                        |                          |                          |  |   |                 |                 |                 |                 |  |   |                  |                  |                  |                  |  |
|  | 7                | Libertad (S)            |                  |                         |   |   |                          |                          |                          |                          |  |   |                 |                 |                 |                 |  |   |                  |                  |                  |                  |  |
|  | 10               | Independiente (N)       | 3                | 1                       |   |   |                          |                          |                          |                          |  |   |                 |                 |                 |                 |  |   |                  |                  |                  |                  |  |
|  | 10               | Independiente (N)       | 3                | 1                       |   | 4 | Libertad (S)             | 6                        | 2                        |                          |  |   |                 |                 |                 |                 |  |   |                  |                  |                  |                  |  |
|  |                  |                         |                  |                         |   | 4 | Libertad (S)             | 6                        | 2                        |                          |  |   |                 |                 |                 |                 |  |   |                  |                  |                  |                  |  |
|  |                  |                         | 5                | Alvarado                | 3 | 2 |                          |                          |                          |                          |  |   |                 |                 |                 |                 |  |   |                  |                  |                  |                  |  |
|  | 8                | Alvarado                | 5                | Alvarado                | 3 | 2 | 1                        | 0                        |                          |                          |  |   |                 |                 |                 |                 |  |   |                  |                  |                  |                  |  |
|  | 8                | Alvarado                |                  |                         |   |   |                          |                          |                          |                          |  |   |                 |                 |                 |                 |  |   |                  |                  |                  |                  |  |
|  | 9                | Mitre (SdE)             | 1                | 0                       |   |   |                          |                          |                          |                          |  |   |                 |                 |                 |                 |  |   |                  |                  |                  |                  |  |
|  | 9                | Mitre (SdE)             | 1                | 0                       |   |   |                          |                          |                          |                          |  |   |                 |                 |                 |                 |  |   |                  |                  |                  |                  |  |
|  |                  |                         |                  |                         |   |   |                          |                          |                          |                          |  |   |                 |                 |                 |                 |  |   |                  |                  |                  |                  |  |

- Nota: En cada llave el equipo con menor número de orden definió la serie como local y contó con ventaja deportiva (excepto en la final).

### Segunda fase

#### Enfrentamientos
| Llave | Equipo 1                               | Global | Equipo 2                          |
| ----- | -------------------------------------- | ------ | --------------------------------- |
| 1     | Unión Aconquija                        | 4 - 1  | Concepción FC                     |
| 2     | Sol de América                         | 2 - 4  | Ferro Carril Oeste (General Pico) |
| 3     | San Martín (Tucumán)                   | 3 - 3  | Guaraní Antonio Franco            |
| 4     | Defensores de Belgrano (Villa Ramallo) | 5 - 2  | Sportivo Las Parejas              |
| 5     | Deportivo Madryn                       | 1 - 3  | Sportivo Belgrano                 |
| 6     | Unión (Villa Krause)                   | 1 - 2  | Juventud Antoniana                |
| 7     | Libertad (Sunchales)                   | 4 - 4  | Independiente (Neuquén)           |
| 8     | Alvarado                               | 1 - 1  | Mitre (Santiago del Estero)       |

#### Resultados
| Partidos de ida         | Partidos de ida | Partidos de ida             | Partidos de ida                   | Partidos de ida | Partidos de ida |
| Local                   | Resultado       | Visitante                   | Estadio                           | Fecha           | Hora            |
| ----------------------- | --------------- | --------------------------- | --------------------------------- | --------------- | --------------- |
| Guaraní Antonio Franco  | 2 - 1           | San Martín (T)              | Clemente A. Fernández de Oliveira | 14 de mayo      | 21:00           |
| Independiente (N)       | 3 - 4           | Libertad (S)                | La Nueva Caldera                  | 15 de mayo      | 15:30           |
| Sportivo Belgrano       | 1 - 0           | Deportivo Madryn            | Oscar Carlos Boero                | 15 de mayo      | 16:00           |
| Ferro Carril Oeste (GP) | 3 - 1           | Sol de América              | El Coloso del Barrio Talleres     | 15 de mayo      | 16:00           |
| Sportivo Las Parejas    | 2 - 2           | Defensores de Belgrano (VR) | 4 de Septiembre                   | 15 de mayo      | 16:00           |
| Concepción FC           | 0 - 1           | Unión Aconquija             | Stewart Shipton                   | 15 de mayo      | 16:00           |
| Mitre (SdE)             | 1 - 1           | Alvarado                    | Dres. José y Antonio Castiglione  | 15 de mayo      | 16:30           |
| Juventud Antoniana      | 1 - 1           | Unión (VK)                  | Fray Honorato Pistoia             | 15 de mayo      | 16:30           |

| Partidos de vuelta          | Partidos de vuelta | Partidos de vuelta      | Partidos de vuelta     | Partidos de vuelta | Partidos de vuelta |
| Local                       | Resultado          | Visitante               | Estadio                | Fecha              | Hora               |
| --------------------------- | ------------------ | ----------------------- | ---------------------- | ------------------ | ------------------ |
| Sol de América              | 1 - 1              | Ferro Carril Oeste (GP) | Sol de América         | 21 de mayo         | 15:00              |
| Defensores de Belgrano (VR) | 3 - 0              | Sportivo Las Parejas    | Salomón Boeseldín      | 21 de mayo         | 16:00              |
| Deportivo Madryn            | 1 - 2              | Sportivo Belgrano       | Coliseo del Golfo      | 22 de mayo         | 15:30              |
| Alvarado                    | 0 - 0              | Mitre (SdE)             | José María Minella     | 22 de mayo         | 16:00              |
| Unión Aconquija             | 3 - 1              | Concepción FC           | Municipal de Aconquija | 22 de mayo         | 16:00              |
| Libertad (S)                | 0 - 1              | Independiente (N)       | Dr. Plácido Tita       | 22 de mayo         | 16:00              |
| San Martín (T)              | 2 - 1              | Guaraní Antonio Franco  | La Ciudadela           | 22 de mayo         | 16:00              |
| Unión (VK)                  | 0 - 1              | Juventud Antoniana      | El Templo              | 23 de mayo         | 21:30              |

### Tercera fase

#### Enfrentamientos
| Llave | Equipo 1                               | Global | Equipo 2                          |
| ----- | -------------------------------------- | ------ | --------------------------------- |
| 1     | Unión Aconquija                        | 5 - 4  | Ferro Carril Oeste (General Pico) |
| 2     | San Martín (Tucumán)                   | 2 - 2  | Sportivo Belgrano                 |
| 3     | Defensores de Belgrano (Villa Ramallo) | 1 - 2  | Juventud Antoniana                |
| 4     | Libertad (Sunchales)                   | 8 - 5  | Alvarado                          |

#### Resultados
| Partidos de ida         | Partidos de ida | Partidos de ida             | Partidos de ida               | Partidos de ida | Partidos de ida |
| Local                   | Resultado       | Visitante                   | Estadio                       | Fecha           | Hora            |
| ----------------------- | --------------- | --------------------------- | ----------------------------- | --------------- | --------------- |
| Ferro Carril Oeste (GP) | 1 - 2           | Unión Aconquija             | El Coloso del Barrio Talleres | 29 de mayo      | 16:00           |
| Alvarado                | 3 - 6           | Libertad (S)                | José María Minella            | 29 de mayo      | 16:00           |
| Sportivo Belgrano       | 0 - 1           | San Martín (T)              | Oscar Carlos Boero            | 29 de mayo      | 16:00           |
| Juventud Antoniana      | 2 - 1           | Defensores de Belgrano (VR) | Fray Honorato Pistoia         | 30 de mayo      | 22:00           |

| Partidos de vuelta          | Partidos de vuelta | Partidos de vuelta      | Partidos de vuelta     | Partidos de vuelta | Partidos de vuelta |
| Local                       | Resultado          | Visitante               | Estadio                | Fecha              | Hora               |
| --------------------------- | ------------------ | ----------------------- | ---------------------- | ------------------ | ------------------ |
| Unión Aconquija             | 3 - 3              | Ferro Carril Oeste (GP) | Municipal de Aconquija | 4 de junio         | 16:00              |
| Defensores de Belgrano (VR) | 0 - 0              | Juventud Antoniana      | Salomón Boeseldín      | 4 de junio         | 16:00              |
| Libertad (S)                | 2 - 2              | Alvarado                | Dr. Plácido Tita       | 4 de junio         | 16:30              |
| San Martín (T)              | 1 - 2              | Sportivo Belgrano       | La Ciudadela           | 4 de junio         | 16:30              |

### Cuarta fase

#### Enfrentamientos
| Llave | Equipo 1             | Global | Equipo 2             |
| ----- | -------------------- | ------ | -------------------- |
| 1     | Unión Aconquija      | 3 - 2  | Juventud Antoniana   |
| 2     | San Martín (Tucumán) | 3 - 0  | Libertad (Sunchales) |

#### Resultados
| Partidos de ida    | Partidos de ida | Partidos de ida | Partidos de ida       | Partidos de ida | Partidos de ida |
| Local              | Resultado       | Visitante       | Estadio               | Fecha           | Hora            |
| ------------------ | --------------- | --------------- | --------------------- | --------------- | --------------- |
| Libertad (S)       | 0 - 1           | San Martín (T)  | Dr. Plácido Tita      | 8 de junio      | 16:30           |
| Juventud Antoniana | 1 - 1           | Unión Aconquija | Fray Honorato Pistoia | 8 de junio      | 22:00           |

| Partidos de vuelta | Partidos de vuelta | Partidos de vuelta | Partidos de vuelta                  | Partidos de vuelta | Partidos de vuelta |
| Local              | Resultado          | Visitante          | Estadio                             | Fecha              | Hora               |
| ------------------ | ------------------ | ------------------ | ----------------------------------- | ------------------ | ------------------ |
| Unión Aconquija    | 2 - 1              | Juventud Antoniana | Tiro Federal y Gimnasia (Andalgalá) | 12 de junio        | 16:00              |
| San Martín (T)     | 2 - 0              | Libertad (S)       | La Ciudadela                        | 12 de junio        | 16:30              |

### Quinta fase

#### Enfrentamiento
| Equipo 1        | Global | Equipo 2             |
| --------------- | ------ | -------------------- |
| Unión Aconquija | 2 - 4  | San Martín (Tucumán) |

#### Resultados
| Partido de ida | Partido de ida | Partido de ida  | Partido de ida | Partido de ida | Partido de ida |
| Local          | Resultado      | Visitante       | Estadio        | Fecha          | Hora           |
| -------------- | -------------- | --------------- | -------------- | -------------- | -------------- |
| San Martín (T) | 1 - 0          | Unión Aconquija | La Ciudadela   | 20 de junio    | 16:30          |

| Partido de vuelta | Partido de vuelta | Partido de vuelta | Partido de vuelta                   | Partido de vuelta | Partido de vuelta |
| Local             | Resultado         | Visitante         | Estadio                             | Fecha             | Hora              |
| ----------------- | ----------------- | ----------------- | ----------------------------------- | ----------------- | ----------------- |
| Unión Aconquija   | 2 - 3             | San Martín (T)    | Tiro Federal y Gimnasia (Andalgalá) | 26 de junio       | 16:00             |

## Goleadores
| Pos. | Jugador              | Jugador           | Goles | Equipo                 |
| ---- | -------------------- | ----------------- | ----- | ---------------------- |
| 1.º  | Bandera de Argentina | Gustavo Balvorín  | 12    | Juventud Antoniana     |
| 1.º  | Bandera de Argentina | Matías Zbrun      | 12    | Libertad (S)           |
| 2.º  | Bandera de Argentina | Lucas Farías      | 11    | Unión Aconquija        |
| 2.º  | Bandera de Argentina | Ramón Lentini     | 11    | San Martín (T)         |
| 2.º  | Bandera de Argentina | Diego Martínez    | 11    | Unión Aconquija        |
| 3.º  | Bandera de Argentina | Cristian Barinaga | 9     | Guaraní Antonio Franco |
| 3.º  | Bandera de Uruguay   | Williams Peralta  | 9     | Mitre (SdE)            |

Fuente: www.soloascenso.com.ar